# Tour de Corse
Cet article concerne le rallye automobile. Pour la course cycliste, voir Tour de Corse cycliste.
Le Tour de Corse, longtemps surnommé le « rallye des 10 000 virages », est une compétition automobile organisée par la Fédération Française du Sport Automobile en Corse.
Cette épreuve fut créée en 1956 par le docteur Jean Sermonard. La première édition a vu la victoire d'un équipage féminin (Thirion – Ferrier) sur une Renault Dauphine. En 1957, pour sa deuxième année, l'épreuve fait partie du Championnat de France Grand Tourisme.
Incontournable manche du Championnat de France des rallyes à partir de 1967, c'est aussi, de 1973 à 2008, la manche française du Championnat du monde des rallyes. Après cinq ans en Alsace, la manche française est de retour en Corse en 2015.  
Deux pilotes ont réalisé l'exploit de remporter toutes les spéciales du rallye : Bernard Darniche (en 1970) et Sébastien Loeb (en 2005).
Le Tour de Corse est encore aujourd'hui considéré comme l'un des plus beaux et plus durs rallyes au monde. Un monument du WRC et de sa renommée.

## La période 1956-1966: naissance d'une classique
Le Tour de Corse naît en 1956, tout comme la Renault Dauphine dont la maniabilité s'avère d'emblée une arme redoutable pour cette épreuve qu'elle inscrira quatre fois à son palmarès. On ne compte que 43 équipages au départ de la première édition, mais le rallye des 10 000 virages gagnera rapidement en notoriété au cours des dix années suivantes.

### 1reédition(1956)
- départ : 17 novembre 1956 à Bastia
- arrivée : 18 novembre 1956 à Ajaccio
- distance : environ 1 000 km
- surface : asphalte
- participants : 43 équipages au départ, 17 équipages à l'arrivée[4]

Très belle prestation des Dauphine, parfaitement préparées par la régie Renault (50 chevaux, boîte 5 vitesses), qui réalisent le doublé. Vainqueur du Tour de Belgique auto deux semaines auparavant, Gilberte Thirion devance une nouvelle fois ses adversaires masculins.
Classement :
1. Gilberte Thirion - Nadège Ferrier (Renault Dauphine spéciale)
2. Maurice Michy - Jacques Rambaud (Renault Dauphine spéciale)
3. Max Nathan - Schmitz (Porsche 356 Carrera)
4. Michel Nicol - Roger de Lageneste (Alfa Romeo Giulietta SV)
5. Georges Houel - Sacazan (Mercedes 300 SL)
6. Hans-Joachim Walter - Traut (Porsche 356 Carrera)

### 2eédition(1957)
- épreuve comptant pour le championnat de France de Grand Tourisme
- départ : 24 novembre 1957 à Bastia
- arrivée : 25 novembre 1957 à Ajaccio
- distance : 1 140 km
- surface : asphalte
- participants : 76 équipages au départ, 27 équipages à l'arrivée[5]

Alex Gacon (Alfa Romeo Giulietta est en tête pendant une bonne partie de l'épreuve, mais doit abandonner en vue de l'arrivée, sur un problème de freins, laissant la victoire à l'Alfa SV de Michel Nicol, conduite par Roger de Lageneste bien que ce dernier soit officiellement copilote.
Classement :
1. Michel Nicol - Roger de Lageneste (Alfa Romeo Giulietta SV)
2. Peingeon - Boitier (Porsche 356)
3. Paul Ernst Strähle - Hans Wencher (Porsche 356)
4. Annie Soisbault - Germaine Rouault (Triumph TR3)
5. Gérard Laureau - François Jaeger (DB)
6. George - Mlle Dubosc (Alfa Romeo Giulietta SZ)

### 3eédition(1958)
- épreuve comptant pour le championnat de France de Grand Tourisme
- départ : 8 novembre 1958 à Bastia
- arrivée : 9 novembre 1958 à Ajaccio
- distance : 1 186 km
- surface : asphalte
- participants : 66 équipages au départ, 25 équipages à l'arrivée[8]

Parmi les favoris de l'épreuve, la météo étant clémente, on compte les Alfa Romeo de Nicol et de Lageneste ainsi que la Porsche de Buchet. La tombée de la brume rendant les routes glissantes aux alentours d'Ajaccio, c'est tout d'abord Nicol qui perd 30 minutes pour avoir heurté un rocher. Buchet victime d'ennuis mécaniques (vilebrequin), de Lageneste prend une sérieuse option sur la victoire, mais un tête-à-queue à 80 km de l'arrivée lui coûte 7 minutes, laissant les Dauphine réaliser un joli tir groupé aux quatre premières places.
Classement :
1. Jacques Féret - Guy Monraisse (Renault Dauphine spéciale)
2. Claude Storez - Maurice Foulgoc (Renault Dauphine Gordini)
3. Jean Guichet - Robin (Renault Dauphine Gordini)
4. Jean Vinatier - Roger Masson (Renault Dauphine Gordini)
5. Pierre Orsini - Jean Canonici (Citroën ID19)
6. Roger de Lageneste - Pierre Blanchet (Alfa Romeo Giulietta Veloce)

### 4eédition(1959)
- épreuve comptant pour le championnat de France de Grand Tourisme
- départ : 21 novembre 1959
- arrivée : 22 novembre 1959
- distance : 1 187 km
- surface : asphalte
- participants : 61 équipages au départ, 20 équipages à l'arrivée (dont 13 classés)[9]

Peu après le départ, brume et pluie rendent les routes très glissantes, causant de nombreux abandons. Très peu maintiennent les temps impartis, Orsini exploitant sa parfaite connaissance du terrain pour imposer sa Dauphine devant de Lageneste et Oreiller, tous deux sur Alfa Romeo.
Classement :
1. Pierre Orsini - Jean Canonici (Renault Dauphine spéciale)
2. Roger de Lageneste - Henry Greder (Alfa Romeo Giulietta TI)
3. Henri Oreiller - Fernand Masoero (Alfa Romeo Giulietta Veloce)
4. Paul Ernst Strähle - Herbert Linge (Porsche 356)
5. René Trautmann - Dassaud (Alfa Romeo Giulietta Veloce)
6. Pierre Gelé - Auriacombe (Auto Union 1000)

### 5eédition(1960)
- épreuve comptant pour le championnat de France de Grand Tourisme
- départ : 5 novembre 1960 à Bastia
- arrivée : 6 novembre 1960 à Bastia
- distance : 1 280 km
- surface : asphalte
- participants : 64 équipages au départ, 23 équipages à l'arrivée[10]

Longtemps leader, de Lageneste (Alfa Romeo) est retardé par une sortie de route. Rolland prend alors la tête, mais la Porsche de Strähle-Linge prend finalement le dessus dans la dernière épreuve de classement.
Classement :
1. Paul Ernst Strähle - Herbert Linge (Porsche 356 Carrera)
2. Jean Rolland - Gabriel Augias (Alfa Romeo Giulietta SV)
3. Jean Guichet - G. Happel (Renault Dauphine Gordini)
4. Roger de Lageneste - Henry Greder (Alfa Romeo Giulietta SS)
5. Evertz - Trettau (Auto Union 1000)
6. Lucien Bianchi - Ouvier (Simca Monthléry)

### 6eédition(1961)
- épreuve comptant pour le championnat de France de Grand Tourisme
- départ : à Ajaccio
- arrivée : à Ajaccio
- distance : 1 270 km
- surface : asphalte et neige
- participants : 72 équipages au départ, 16 équipages classés à l'arrivée[11]

Le départ est donné sous le soleil, mais la météo se dégrade très rapidement : pluie, vent violent (près de 170 km/h) et enfin la neige (50 cm au col du Vergio) déciment la course. Grâce à leur garde au sol, seules les Citroën DS de Trautmann et Lucien Bianchi passent, mais dans la descente les pilotes doivent encore dégager un arbre abattu par la tempête, et pointent hors-délais au contrôle d'Altone. Tous les équipages étant hors-course, l'épreuve est arrêtée, et le classement établi au contrôle précédent...
Classement :
1. René Trautmann - Jean-Claude Ogier (Citroën DS19)
2. Lucien Bianchi - Georges Harris (Citroën DS19)
3. Peter Ruby - Wolf-Dieter Mantzel (DKW Junior)
4. Pierre Orsini - Jean Canonici (Renault Dauphine Gordini)
5. Jean Rolland - Gabriel Augias (Alfa Romeo Giulietta SZ)
6. Henry Greder - Alain Bertaut (Alpine)

### 7eédition(1962)

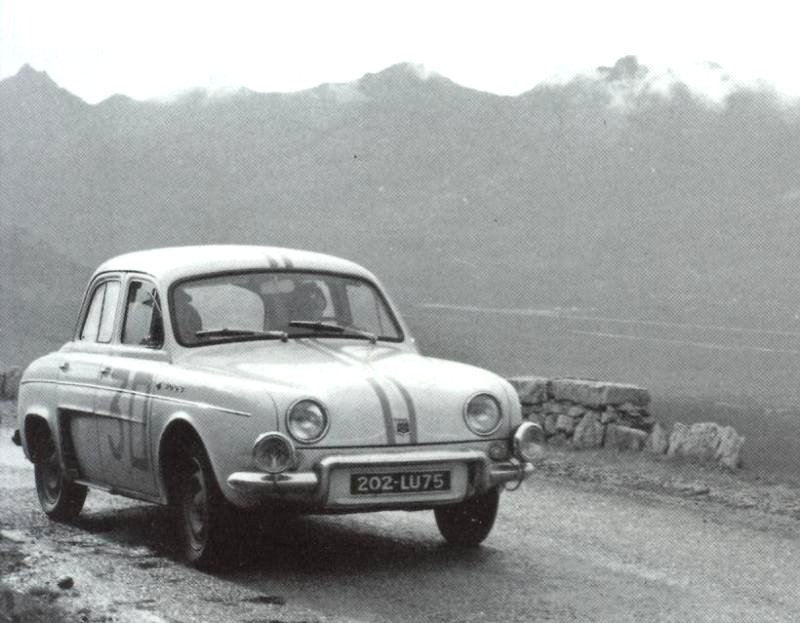
La Dauphine 1093 de Pierre Orsini, victorieuse en 1962.

- épreuve comptant pour le championnat de France de Grand Tourisme
- départ : 10 novembre 1962 à Bastia
- arrivée : 11 novembre 1962 à Bastia
- distance : 1 400 km
- surface : asphalte
- participants : 80 équipages au départ, 23 équipages classés à l'arrivée[12]

Disputée sous une pluie incessante, l'épreuve consacre une nouvelles fois les Dauphine qui réalisent le triplé. Sur les 23 voitures à l'arrivée, 14 sont des Dauphine 1093. Seul pilote non pénalisé à l'arrivée, l'Ajaccien Pierre Orsini remporte son deuxième Tour de Corse, devançant Santonacci de 4 minutes.
Classement :
1. Pierre Orsini - Jean Canonici (Renault Dauphine 1093)
2. Jacques Santonacci - Ninou Santonacci (Renault Dauphine 1093)
3. Bernard Consten - Claude Le Guézec (Renault Dauphine 1093)
4. Jean Rolland - Gabriel Augias (Alfa Romeo Giulietta SZ)
5. Jacques Féret - Guy Monraisse (Renault Dauphine 1093)
6. Weith - Melot (Renault Dauphine 1093)

### 8eédition(1963)
- épreuve comptant pour le championnat de France de Grand Tourisme
- départ : 9 novembre 1963 à Ajaccio
- arrivée : 10 novembre 1963 à Ajaccio
- distance : 1 311 km + 251 km sur 8 tronçons chronométrés (étapes spéciales)
- surface : asphalte
- participants : 72 équipages au départ, 19 équipages classés à l'arrivée[13]

Le classement s'établit désormais par addition des pénalisations routières et des temps réalisés en épreuves spéciales. Orsini sur Alpine, premier leader, est rapidement éliminé. Richard (Porsche) lui succède mais abandonne vers la mi-course, laissant le commandement à la DS de Trautmann qui l'emporte devant l'impressionnante AC Cobra de Jo Schlesser.
Classement :
1. René Trautmann - Alexis Chabert (Citroën DS19)
2. Jo Schlesser - Patrick Vanson (AC Cobra)
3. Henry Greder - Jacques Greder (Ford Falcon)
4. Guy Verrier - Johnny Rives (Citroën DS19)
5. Bernard Consten - Claude Le Guézec (Lotus Elan)
6. Claudine Bouchet - Lucette Pointet (Citroën DS19)

### 9eédition(1964)
- épreuve comptant pour le championnat de France de Grand Tourisme
- départ : 7 novembre 1964 à Bastia
- arrivée : 8 novembre 1964 à Bastia
- distance : 1 300 km + 213,7 km sur 9 tronçons chronométrés (étapes spéciales)
- surface : asphalte
- participants : 79 équipages au départ, 8 équipages classés à l'arrivée[14]

Pluie et brouillard pour cette édition 1964. Henry Greder (Ford Mustang) prend la tête au départ, mais rapidement les toutes nouvelles Renault 8 Gordini, avec Vinatier, Consten, Melot, Santonacci, Guichet et Féret démontrent leur potentiel. Après l'étape de La Porta, Melot est en tête, bientôt relayé par Vinatier. Retardé en début de course, Orsini (Alpine Renault) effectue une impressionnante remontée jusqu'à la première place, avant d'être exclu pour avoir manqué un contrôle. Vinatier l'emporte finalement devant la très rapide Tubolare de Rolland. On trouve quatre R8 Gordini aux cinq premières places, un véritable exploit pour leur première course.
Classement :
1. Jean Vinatier - Roger Masson (Renault 8 Gordini 1100)
2. Jean Rolland - Gabriel Augias (Alfa Romeo Giulia TZ)
3. Jacques Féret - François Hoffmann (Renault 8 Gordini 1100)
4. Bernard Consten - Claude Le Guézec (Renault 8 Gordini 1100)
5. Hubert Melot - Jacques Pinelli (Renault 8 Gordini 1100)
6. André Simon - Barthe (Ford Falcon)

### 10eédition(1965)
- épreuve comptant pour le championnat de France de Tourisme, Grand Tourisme, Sport
- départ : 6 novembre 1965 à Ajaccio
- arrivée : 7 novembre 1965 à Ajaccio
- distance : 1 200 km + 166,2 km sur 5 tronçons chronométrés + 39,2 km d'épreuve de côte annexe (2 fois 19,6 km)
- surface : asphalte
- participants : 82 équipages au départ, 18 équipages classés à l'arrivée[15]

Nouvelle performance des Renault 8 Gordini, avec une domination du Suédois Berndt Jansson qui effectue une magistrale démonstration, et relègue son coéquipier Orsini à près de 3 minutes peu avant la mi-course. Sa prestation prend fin lorsqu'il percute un rocher à 3 km de Valle d'Alesani. Orsini dispose alors d'une confortable avance, et, malgré deux crevaisons, gagne son troisième Tour de Corse avec plus de 3 minutes d'avance sur la berlinette de Mauro Bianchi.
Classement :
1. Pierre Orsini - Jean Canonici (Renault 8 Gordini 1300)
2. Mauro Bianchi - Michel Gauvain (Alpine A110 1300)
3. Jean Vinatier - François Hoffmann (Renault 8 Gordini 1100)
4. Roger de Lageneste - Jacques Cheinisse (Alpine A110 1300)
5. Charles Santonacci - Jacques Santonacci (Renault 8 Gordini 1100)
6. Lucien Bianchi - Georges Harris (Alfa Romeo Giulia GTA)

### 11eédition(1966)
- épreuve comptant pour le championnat de France de Tourisme, Grand Tourisme, Sport
- départ : 5 novembre 1966 à Bastia
- arrivée : 6 novembre 1966 à Bastia
- distance : 1 206 km (1 081 km + 125 km sur 4 tronçons chronométrés)
- 3 étapes : Bastia - Ajaccio (477 km), Ajaccio - Corte (459 km) et Corte - Bastia (270 km)
- surface : asphalte
- participants : 80 équipages au départ, 29 équipages classés à l'arrivée[16]

Le temps est doux et pluvieux au départ de Bastia. Leo Cella sur Lancia Fulvia prend la tête lors du premier tronçon chronométré, mais sort de la route peu après. Au terme de la première étape, Orsini (Alpine A110) devance Piot (Renault 8 Gordini) de près de 5 minutes. Confortable leader, Orsini semble parti pour une quatrième victoire, mais est trahi par un cardan 100 km après Ajaccio. Piot prend la tête et l'emporte finalement, malgré un câble de démarreur cassé lors de la dernière étape, avec plus de 5 minutes d'avance sur Rolland (Alfa Romeo). Troisième succès consécutif pour la 8 Gordini..
Classement :
1. Jean-François Piot - Jean-François Jacob (Renault 8 Gordini 1440 proto)
2. Jean Rolland - Gabriel Augias (Alfa Romeo Giulia GTA)
3. Vic Elford - David Stone (Porsche 911)
4. Bernard Consten - Elgé (Alfa Romeo Giulia GTA)
5. Henry Greder - André Vigneron (Ford Cortina Lotus)
6. Jean Guichet - Hapel (Alfa Romeo Giulia GTA)

## La période 1967-1972: les belles années du championnat de France
1967 est l'année de la création du Championnat de France des rallyes sous sa forme actuelle, et désigne désormais un seul champion toutes catégories confondues. Excepté une annulation en 1971 pour raisons financières, le Tour de Corse sera désormais une des épreuves clés de ce championnat national nouvelle formule, tout en connaissant une notoriété et une participation internationales, attirant certains des meilleurs pilotes scandinaves, finlandais, britanniques, italiens… 

### 12eédition(1967)
- épreuve comptant pour le Championnat de France des rallyes (coefficient 14)
- départ : 4 novembre 1967 à Ajaccio
- arrivée : 5 novembre 1967 à Ajaccio
- distance : 1 320 km (1 189 km + 131 km sur 4 tronçons chronométrés)
- 2 étapes : Ajaccio - Bastia et Bastia - Ajaccio
- surface : asphalte
- participants : 98 équipages au départ, 14 équipages classés à l'arrivée[17]

Ce douzième Tour de Corse présente une très belle affiche, avec 98 partants et beaucoup d'équipes officielles représentées : Lancia, Renault et Alpine Renault, Porsche, BMC, Alfa Romeo, Citroën. Munari (Lancia Fulvia) prend la tête d'emblée, devançant la Porsche d'Elford de trois petites secondes. La lutte entre l'Italien et le Britannique est de toute beauté, beaucoup prédisent une victoire de l'expérimenté Elford, mais l'adresse de Munari sur le mouillé lui vaudra une victoire incontestée. Se battant jusqu'au bout, Elford perdra même la seconde place au profit de Toivonen à cause d'un tête-à-queue dans le dernier secteur chronométré. Beau joueur, l'Anglais dira de son vainqueur : « Nous roulions vite, lui il volait ! ».
Classement : 
1. Sandro Munari - Luciano Lombardini (Lancia Fulvia HF)
2. Pauli Toivonen - Martti Tuikkanen (Lancia Fulvia HF) à 5 min 30 s
3. Vic Elford - David Stone (Porsche 911 R) à 5 min 33 s
4. Pierre Orsini - Jean Canonici (Alpine A110 1440) à 7 min 26 s
5. Jean Vinatier - Jean-François Jacob (Alpine A110 1440) à 8 min 50 s
6. Leo Cella - Sergio Barbasio (Lancia Fulvia HF) à 13 min 23 s
7. Jean-Pierre Nicolas - Claude Roure (Renault 8 Gordini 1300) à 22 min 10 s
8. Jean-Pierre Manzagol - Jean-Pierre Oliva (Renault 8 Gordini 1300) à 42 min 39 s
9. Jean-Pierre Hanrioud - Pierre Constantini (Porsche 911 S) à 46 min 44 s
10. Sylvia Osterberg - Ingalill Edenring (Renault 8 Gordini 1300) à 1 h 1 min 54 s

### 13eédition(1968)
- épreuve comptant pour le Championnat de France des rallyes (coefficient 4)
- départ : 9 novembre 1968 à Bastia
- arrivée : 10 novembre 1968 à Bastia
- distance : 1 340 km (1 147,2 km + 192,8 km sur 8 tronçons chronométrés)
- 2 étapes : Bastia - Porto-Vecchio et Porto-Vecchio - Bastia
- surface : asphalte
- participants : 63 équipages au départ, 15 équipages classés à l'arrivée[19]

La Porsche d'Elford, un des grands favoris, étant éliminée après cinq kilomètres de course (filtre à huile), ce sont tout d'abord les Alpine qui imposent leur loi sous la pluie. Vinatier est le premier leader, mais est bientôt rattrapé par Toivonen (Porsche), avant d'être éliminé par une casse moteur. Toivonen conforte son avance sur les Alpine d'Andruet et de Nicolas, avant de casser sa boîte de vitesses. Andruet prend la tête et l'emporte devant la Lancia d'Aaltonen, Nicolas ayant dû renoncer (bielle).  
Classement : 
1. Jean-Claude Andruet - Maurice Gélin (Alpine A110 1440)
2. Rauno Aaltonen - Henry Liddon (Lancia Fulvia 1600) à 2 min 13 s 1
3. Lucien Bianchi - « Vic » (Alfa Romeo Giulia GTA 1600) à 3 min 10 s 0
4. Jean-Claude Gamet - Michel Gamet (Alfa Romeo Giulia GTA 1600) à 7 min 46 s 4
5. Pierre Maublanc - Cathy Pitt (BMW 2002) à 11 min 21 s 1
6. Bernard Darniche - Bernard Demange (NSU 1300) à 13 min 33 s 3
7. Pat Moss-Carlsson - Elizabeth Nystrom (Lancia Fulvia HF) à 15 min 27 s 8
8. Jacques Henry - Etienne Grobot (Alpine A110 1300) à 34 min 31 s 0
9. Jean Valabrègue - Claude Grandval (Alpine A110 1300) à 36 min 14 s 2
10. Marie-Claude Beaumont - Anne-Marie Arneodo (NSU 1200 TT) à 36 min 50 s 5

Vainqueurs épreuves spéciales : 
- Pauli Toivonen - Martti Kalari (Porsche 911 S) : 3 spéciales
- Jean-Claude Andruet - Maurice Gélin (Alpine A110 1440) : 3 spéciales
- Jean Vinatier - Jean-François Jacob (Alpine A110 1300) : 1 spéciale
- Gérard Larrousse - Marcel Callewaert (Alpine A110 1530) : 1 spéciale

### 14eédition(1969)
- épreuve comptant pour le Championnat de France des rallyes (coefficient 4)
- départ : 8 novembre 1969 à Ajaccio
- arrivée : 9 novembre 1969 à Ajaccio
- distance : 1 082 km (860 km + 222 km sur 10 secteurs chronométrés)
- 2 étapes : Ajaccio - Corte et Corte - Ajaccio
- surface : asphalte
- participants : 71 équipages au départ, 22 équipages classés à l'arrivée[20]

Pour cette quatorzième édition, les organisateurs ont modifié la méthode de classement : avec la suppression des secteurs à temps imparti, l'ordre d'arrivée est désormais basé sur le classement scratch. La première étape est marquée par la domination d'Andruet (Alpine Renault) qui, malgré un moteur victime de sérieux problèmes d'alimentation, parvient à se construire une avance de près de deux minutes sur la Porsche de Larrousse. Au début de la seconde étape, perturbé par les ratés de sa machine, il heurte une pierre et ouvre son train avant. Larrousse prend la tête, devançant la berlinette de l'Ajaccien Orsini (vainqueur ici même à trois reprises) d'une vingtaine de secondes. La course reste ouverte, mais une sortie de route du pilote Corse dans l'avant-dernière épreuve spéciale lui fait perdre 45 secondes et toute chance de victoire. Derrière Larrousse et Orsini, belle prestation de Piot, troisième sur une Ford Capri peu adaptée à ce type d'épreuve. 
Classement : 
1. Gérard Larrousse - Maurice Gélin (Porsche 911 R) en 2 h 54 min 32 s 8
2. Pierre Orsini - Jean Canonici (Alpine A110 1440) à 1 min 16 s 0
3. Jean-François Piot - Jean Todt (Ford Capri 2600) à 2 min 44 s 8
4. Jean-Pierre Nicolas - Claude Roure (Alpine A110 1440) à 3 min 34 s 2
5. Jean-Luc Thérier - Marcel Callewaert ( Renault 8 Gordini ) à 4 min 56 s 8
6. Jean-Pierre Manzagol - Jean-Pierre Oliva (Alpine A110 1600) à 5 min 30 s 8
7. Rauno Aaltonen - Tony Ambrose (BMW 2002 TI) à 9 min 43 s 6
8. Francis Serpaggi - Félix Mariani (Alpine A110 1600) à 10 min 40 s 4
9. Harry Källström - Gunnar Häggbom (Lancia Fulvia 1600) à 13 min 31 s 0
10. Amilcare Ballestrieri - Daniele Audetto (Lancia Fulvia 1300) à 13 min 41 s 2

Hommes de tête : 
- ES1 à 5: Jean-Claude Andruet - Patrice Écot (Alpine A110 1600)
- ES6 à 10 : Gérard Larrousse - Maurice Gélin (Porsche 911 R)

Vainqueurs épreuves spéciales : 
- Jean-Claude Andruet - Patrice Écot (Alpine A110 1600) : 5 spéciales
- Gérard Larrousse - Maurice Gélin (Porsche 911 R) : 4 spéciales
- Pierre Orsini - Jean Canonici (Alpine A110 1440) : 1 spéciale

### 15eédition(1970)
- épreuve comptant pour le Championnat de France des rallyes (coefficient 7)
- départ : 7 novembre 1970 à Bastia
- arrivée : 8 novembre 1970 à Bastia
- distance : 1 420 km (dont 354,5 km sur 12 secteurs chronométrés)
- 2 étapes : Bastia - Ajaccio et Ajaccio - Bastia
- surface : asphalte
- participants : 56 équipages au départ, 18 équipages classés à l'arrivée[21]

Domination totale des Alpine Renault emmenées par Darniche qui mène de bout en bout et remporte toutes les épreuves de classement. Andruet, au volant d'une voiture identique mais non équipée d'un pont autobloquant, réalise une course plus sage, la deuxième place finale lui assurant le titre de champion de France des rallyes. 
Classement : 
1. Bernard Darniche - Bernard Demange (Alpine A110 1600) en 4 h 19 min 8 s 7
2. Jean-Claude Andruet - Michel Vial (Alpine A110 1600) à 3 min 54 s 5
3. Jean-Pierre Manzagol - Jean-Pierre Oliva (Alpine A110 1600) à 12 min 13 s 9
4. Guy Chasseuil - Christian Baron (Porsche 911 S) à 17 min 19 s 4
5. Jean Vinatier - Francis Murac (Alpine A110 1800) à 18 min 9 s 2
6. Jean-François Piot - Jim Porter (Ford Escort 1800) à 29 min 1 s 1
7. Jean-Marie Jacquemin - Christine Rouff (Alpine A110 1600) à 37 min 46 s 1
8. Claude Henry - Jean-Paul Laporte (Opel Kadett Rally 1900) à 51 min 8 s 9
9. Pierre Maublanc - Peyrusson (BMW 2002 TI) à 1 h 0 min 1 s 8
10. Claude Ballot-Léna - Jean-Claude Morenas (Porsche 911 S) à 1 h 8 min 52 s 0

Hommes de tête : 
- ES1 à 12: Bernard Darniche - Bernard Demange (Alpine A110 1600)

Vainqueurs épreuves spéciales : 
- Bernard Darniche - Bernard Demange (Alpine A110 1600) : 12 spéciales

### 16eédition(1972)
- épreuve comptant pour le Championnat d'Europe des rallyes pour conducteurs
- épreuve comptant pour le Championnat de France des rallyes (coefficient 7)
- départ : 4 novembre 1972 à Ajaccio
- arrivée : 5 novembre 1972 à Ajaccio
- distance : 1 410 km initialement prévus, 1 320 km effectifs (dont 525 km sur 18 secteurs de classement avec temps imparti et 231 km sur 8 secteurs chronométrés)
- 2 étapes : 1 boucle sud Ajaccio - Porto-Vecchio - Ajaccio, 1 boucle nord Ajaccio - Bastia - Ajaccio
- surface : asphalte
- participants : 49 équipages au départ, 30 équipages classés à l'arrivée[22]

Jean-Claude Andruet (Alpine Renault) prend la tête dès la première spéciale et domine largement l'épreuve devant le spider CG de Fiorentino. En début de course, Jean-François Piot (Ligier) avait été victime d'une sérieuse sortie de route, entraînant l'annulation du premier secteur de classement, ainsi que celle des secteurs du Cap Corse en raison du retard pris. 
photo d'archive : Cuntrollu di "A casa rossa" -village de TALASANI - source : photothèque - Laetitia FILIPPI -  site :    http://www.la-corse.org/giru69b.htm
Classement : 
1. Jean-Claude Andruet  - Michèle Espinosi-Petit, « Biche »  (Alpine A110 1800 proto) en 8 h 36 min 35 s 7
2. Bernard Fiorentino  - Maurice Gélin  (Simca CG MC spider) à 9 min 18 s 3
3. Jean-Pierre Manzagol  - Pierre Alessandri  (Alpine A110 1800) à 13 min 53 s 2
4. Bernard Darniche  - Alain Mahé  (Alpine A110 1800 proto) à 14 min 18 s 1
5. Jean-Luc Thérier  - Claude Roure  (Alpine A110 1800) à 16 min 50 s 7
6. Jean-Pierre Nicolas  - Marcel Callewaert  (Alpine A110 1800) à 25 min 15 s 1
7. Jean Vinatier  - Pierre Thimonier  (Ford Capri 3000 RS) à 49 min 21 s 0
8. Jean-Claude Gamet  - Willy Huret  (Opel Ascona 1900 SR) à 58 min 25 s 0
9. Michel Jullien  - Yves Célestin  (Alpine A110 1600) à 59 min 21 s 8
10. Marie-Claude Beaumont  - Christine Giganot  (Opel Ascona 1900 SR) à 1 h 7 min 30 s 1
11. Jean-Claude Lagniez  - Jean-Louis Hervieu  (Alfa Romeo 2000 GTV) à 1 h 7 min 53 s 6

Hommes de tête : 
- ES1 à 8: Jean-Claude Andruet - Michèle Espinosi-Petit« Biche » (Alpine A110 1800 proto)

Vainqueurs épreuves spéciales : 
- Jean-Claude Andruet -Michèle Espinosi-Petit « Biche » (Alpine A110 1800 proto) : 5 spéciales
- Bernard Darniche - Alain Mahé (Alpine A110 1800 proto) : 3 spéciales

## 1973-1981: les débuts du championnat du monde
1973 est l'année de la création du Championnat du monde des rallyes. Le Tour de France a été évoqué, mais c'est finalement le Tour de Corse qui sera la manche française de ce nouveau championnat, ouvert jusqu'en 1981 aux groupes 1 à 4. Cette période verra la fin du règne de la berlinette et l'avènement de la Lancia Stratos (cinq victoires en neuf éditions). 

### 17eédition(1973)

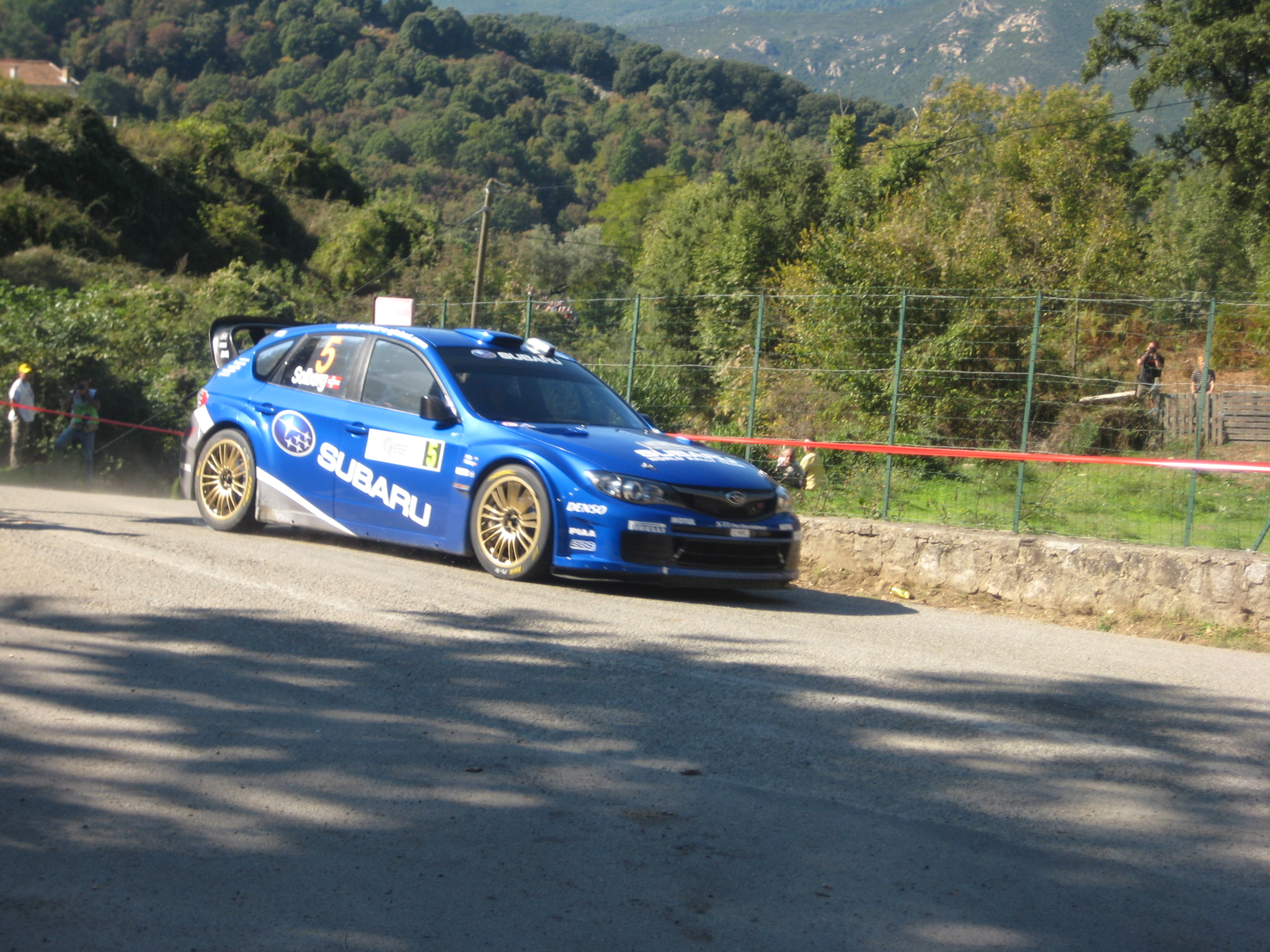
La Subaru de Petter Solberg, cinquième du Tour de Corse 2008.

- 13e manche du championnat du monde des rallyes 1973
- départ : 1er décembre 1973 à Ajaccio
- arrivée : 2 décembre 1973 à Ajaccio
- distance : 1 080 km (dont 372 km sur 13 spéciales) - 21 spéciales initialement prévues, annulation de l'ES8 (éboulement) et des ES9 à 15 (neige)
- 2 étapes : 1 boucle sud Ajaccio - Porto-Vecchio - Ajaccio, 1 boucle nord Ajaccio - Bastia - Ajaccio
- surface : asphalte et neige
- participants : 50 équipages au départ, 22 équipages classés à l'arrivée[23]

Écrasante domination des Alpine. Le pilote corse Serpaggi surprend les pilotes officiels en prenant la tête lors de la première épreuve spéciale, mais Nicolas réagit dès la suivante et ne sera plus inquiété jusqu'à l'arrivée. Piot termine à la seconde place à plus de 8 minutes, Serpaggi ayant été pénalisé après un beau début de course. Les berlinettes l'emportent donc une nouvelle fois, réalisant le triplé devant un très méritant Chasseuil au volant de son Escort groupe 2. 
Classement : 
1. Jean-Pierre Nicolas - Michel Vial (Alpine A110 1800) en 5 h 6 min 31 s
2. Jean-François Piot - Jean de Alexandris (Alpine A110 1800) à 8 min 6 s
3. Jean-Luc Thérier - Marcel Callewaert (Alpine A110 1800) à 12 min 15 s
4. Guy Chasseuil - Christian Baron (Ford Escort RS 1600) à 15 min 2 s
5. Francis Serpaggi - Félix Mariani (Alpine A110 1800) à 16 min 6 s
6. Jean-Pierre Manzagol - Pierre Alessandri (Alpine A110 1800) à 21 min 0 s
7. Henry Greder - « Christine » (Opel Commodore GSE) à 45 min 40 s
8. Gérard Dantan Merlin ("Gédéhem") - Vincent Laverne (Porsche 911) à 47 min 42 s
9. Jean-Claude Lagniez - Pierre-Antoine Terry (Alfa Romeo 2000 GTV) à 53 min 35 s
10. Yves Évrard - Gilbert Carraz (Audi 80) à 1 h 11 min 16 s

Hommes de tête : 
- ES1 : Francis Serpaggi - Félix Mariani (Alpine A110 1800)
- ES2 à 21 : Jean-Pierre Nicolas - Michel Vial (Alpine A110 1800)

Vainqueurs épreuves spéciales : 
- Jean-Pierre Nicolas - Michel Vial (Alpine A110 1800) : 5 spéciales
- Francis Serpaggi - Félix Mariani (Alpine A110 1800) : 4 spéciales
- Jean-François Piot - Jean de Alexandris (Alpine A110 1800) : 3 spéciales
- Guy Chasseuil - Christian Baron (Ford Escort RS 1600) : 1 spéciale

### 18eédition(1974)
- 8e manche du championnat du monde des rallyes 1974
- départ : 30 novembre 1974 à Bastia
- arrivée : 1er décembre 1974 à Bastia
- distance : 1 292 km (dont 375 km sur 14 spéciales)
- 2 étapes : Bastia - Ajaccio et Ajaccio - Bastia
- surface : asphalte
- participants : 102 équipages au départ, 12 équipages classés à l'arrivée[24]

Nicolas (Alpine berlinette) s'installe en tête au départ, mais Andruet (Lancia Stratos), après un double tête-à-queue dans la première spéciale, remonte rapidement et prend la tête à la mi-course. Il remporte son troisième Tour de Corse, devant Nicolas et Thérier, troisième sur l'Alpine A310 qui dispute ici son premier rallye international. 
Classement : 
1. Jean-Claude Andruet - « Biche » (Lancia Stratos HF) en 4 h 49 min 10 s
2. Jean-Pierre Nicolas - Vincent Laverne (Alpine A110 1800) à 3 min 28 s
3. Jean-Luc Thérier - Michel Vial (Alpine A310) à 22 min 59 s
4. Jean-Pierre Manzagol - Jean-François Filippi (Alpine A110 1800) à 25 min 30 s
5. Gérard Larrousse - Christian Delferier (Alpine A110 1800) à 27 min 37 s
6. Fulvio Bacchelli - Bruno Scabini (Fiat Abarth 124 Rallye) à 37 min 17 s
7. Jean-Louis Clarr - Jean-François Fauchille (Opel Ascona) à 44 min 47 s
8. Jean-François Piot - Jacques Jaubert (Renault 17 Gordini) à 48 min 35 s
9. Jean-Marie Soriano - Robert Simonetti (Alpine A110 1800) à 1 h 19 min 28 s
10. Guy Fréquelin - Jean Thimonier (Alfa Romeo Alfetta) à 1 h 20 min 47 s

Hommes de tête : 
- ES1 à 7 : Jean-Pierre Nicolas - Vincent Laverne (Alpine A110 1800)
- ES8 à 14 : Jean-Claude Andruet - « Biche » (Lancia Stratos HF)

Vainqueurs épreuves spéciales : 
- Jean-Claude Andruet - « Biche » (Lancia Stratos HF) : 7 spéciales
- Jean-Pierre Nicolas - Michel Vial (Alpine A110 1800) : 4 spéciales
- Jean-Pierre Manzagol - Jean-François Filippi (Alpine A110 1800) : 2 spéciales
- Jean-Louis Clarr - Jean-François Fauchille (Opel Ascona) : 1 spéciale[25]

### 19eédition(1975)
- 9e manche du championnat du monde des rallyes 1975
- départ : 8 novembre 1975 à Ajaccio
- arrivée : 9 novembre 1975 à Ajaccio
- distance : 1 340 km (dont 393 km sur 7 spéciales) - 10 spéciales initialement prévues (480 km), annulation des ES3 à 5 (route barrée)
- 2 étapes : 1 boucle nord Ajaccio - Bastia - Ajaccio et 1 boucle sud Ajaccio - Ajaccio
- surface : asphalte
- participants : 77 équipages au départ, 22 équipages classés à l'arrivée[26]

Thérier (Alpine A310) part en trombe dans la très longue première spéciale (158 km). Il rattrape presque la Lancia Stratos de Sandro Munari, partie une minute plus tôt, lorsqu'il touche un parpaing, éclate deux pneus et est contraint à l'abandon. Munari mène la course mais sort de la route après la deuxième spéciale. Darniche, également sur Stratos, prend alors la tête, en bagarre avec la vaillante berlinette de Nicolas, revenue à cinq secondes du leader au cours de la deuxième étape. Darniche reprend alors une demi-minute d'avance lors de l'avant-dernière spéciale, s'assurant une sérieuse option sur la victoire. Toujours à la lutte, les deux protagonistes réalisent le même temps dans le dernier secteur chronométré. Darniche remporte donc son deuxième succès en Corse, devant un très méritant Nicolas. Belle troisième place pour le coupé Alfetta d'Andruet, vainqueur du groupe 2. 
Classement : 
1. Bernard Darniche - Alain Mahé (Lancia Stratos HF) en 4 h 58 min 26 s
2. Jean-Pierre Nicolas - Vincent Laverne (Alpine A110 1800) à 32 s# Jean-Claude Andruet - Yves Jouanny (Alfa Romeo Alfetta GT) à 11 min 25 s
3. Jean-Pierre Manzagol - Jean-François Filippi (Alpine A110 1800) à 17 min 16 s
4. Jacques Henry - Maurice Gélin (Alpine A110 1800) à 21 min 15 s
5. Francis Vincent - Jacques Jaubert (Alpine A310) à 24 min 0 s
6. Michèle Mouton - Françoise Conconi (Alpine A110 1800) à 35 min 23 s
7. Jean-Marie Soriano - Robert Simonetti (Alpine A110 1800) à 35 min 23 s
8. Bernard Picone - Robert Cianelli (Alpine A110 1800) à 54 min 19 s
9. Henry Greder - « Céligny » (Opel Kadett GT/E) à 59 min 55 s

Hommes de tête : 
- ES1 à 2 : Sandro Munari - Mario Mannucci (Lancia Stratos HF)
- ES3 à 10 : Bernard Darniche - Alain Mahé (Lancia Stratos HF)

Vainqueurs épreuves spéciales : 
- Sandro Munari - Mario Mannucci (Lancia Stratos HF) : 2 spéciales
- Jean-Claude Andruet - Yves Jouanny (Alfa Romeo Alfetta GT) : 2 spéciales
- Bernard Darniche - Alain Mahé (Lancia Stratos HF) : 2 spéciales
- Jean-Pierre Nicolas - Vincent Laverne (Alpine A110 1800) : 2 spéciales

### 20eédition(1976)
- 9e manche du championnat du monde des rallyes 1976
- départ : 6 novembre 1976 à Bastia
- arrivée : 7 novembre 1976 à Bastia
- distance : 1 319 km (dont 629,6 km sur 9 spéciales)
- 2 étapes : Bastia - Ajaccio et Ajaccio - Bastia
- surface : asphalte
- participants : 87 équipages au départ, 11 équipages classés à l'arrivée[27]

À court de compétition cette saison, les Alpine A310 (Andruet, Ragnotti, Manzagol) ne peuvent rivaliser contre les Lancia Stratos, emmenées par Munari et Darniche. Malgré un beau départ d'Andruet qui parvient à se maintenir dans le sillage des deux Lancia en début d'épreuve, avant de renoncer boîte bloquée, la course se résume à un duel Munari - Darniche. Retardé par un tête-à-queue lors de la première spéciale, l'Italien prend la tête dès la seconde et accentue son avance jusqu'à Ajaccio, où il devance Darniche de 51 secondes. La deuxième étape est disputée en grande partie sous la pluie, Darniche refait rapidement son retard mais une pénalisation d'une minute (erreur de pointage) lui coûte la victoire. Pour 16 secondes, Munari remporte son deuxième Tour de Corse. 
Classement : 
1. Sandro Munari  - Silvio Maiga  (Lancia Stratos HF) en 8 h 23 min 55 s
2. Bernard Darniche  - Alain Mahé  (Lancia Stratos HF) à 16 s
3. Jean-Pierre Manzagol  - Jean-François Filippi  (Alpine A310) à 25 min 19 s
4. Jean Ragnotti  - Jacques Jaubert  (Alpine A310) à 35 min 30 s
5. Jacques Alméras  - Christian Delferier  (Porsche Carrera) à 55 min 15 s
6. Pierre-Louis Moreau  - Patrice Baron  (Alpine A110 1800) à 1 h 17 min 38 s
7. Daniel Rognoni  - Gilbert Dini  (Porsche 911 S) à 1 h 24 min 53 s
8. Jean-Charles Sévelinge  - Joseph Sévelinge  (Opel Kadett GT/E) à 1 h 32 min 36 s
9. Henry Greder  - « Céligny »  (Opel Kadett GT/E) à 1 h 42 min 33 s
10. Hannu Mikkola  - Jean Todt  (Peugeot 104 ZS) à 1 h 49 min 56 s
11. Claude Laurent  - Jacques Marché  (Peugeot 104 ZS) à 2 h 10 min 40 s

Hommes de tête : 
- ES1 : Bernard Darniche - Alain Mahé (Lancia Stratos HF)
- ES2 à 9 : Sandro Munari - Silvio Maiga (Lancia Stratos HF)

Vainqueurs épreuves spéciales : 
- Sandro Munari - Silvio Maiga (Lancia Stratos HF) : 5 spéciales
- Bernard Darniche - Alain Mahé (Lancia Stratos HF) : 4 spéciales

### 21eédition(1977)
- 10e manche du championnat du monde des rallyes 1977
- départ : 5 novembre 1977 à Ajaccio
- arrivée : 6 novembre 1977 à Ajaccio
- distance : 1 350 km (dont 655 km sur 13 spéciales)
- 2 étapes : 1 boucle sud Ajaccio - Porto-Vecchio - Ajaccio et 1 boucle nord Ajaccio - Bastia - Ajaccio
- surface : asphalte
- participants : 120 équipages au départ, 34 équipages classés à l'arrivée[28]

Course très disputée entre les Lancia Stratos et les Fiat 131 Abarth. Premier leader, Munari (Stratos) sort de la route dans la troisième spéciale, laissant le commandement à Andruet, très provisoirement car une panne d'alternateur de sa Fiat 131, le privant d'éclairage, le contraint à renoncer. On assiste alors à un duel serré entre la Stratos de Pinto et la Fiat 131 de Darniche, qui tourne à l'avantage du Français lorsque Pinto (qui dispute l'épreuve avec un bras handicapé) est retardé par une touchette dans la onzième spéciale. 
Classement : 
1. Bernard Darniche - Alain Mahé (Fiat 131 Abarth) en 8 h 13 min 40 s
2. Raffaele Pinto - Arnaldo Bernacchini (Lancia Stratos HF) à 3 min 27 s
3. Fulvio Bacchelli - Bruno Scabini (Fiat 131 Abarth) à 10 min 27 s
4. Tony Carello - Maurizio Perissinot (Lancia Stratos HF) à 11 min 22 s
5. Francis Vincent - Francis Calvier (Fiat 131 Abarth) à 14 min 21 s
6. Jacques Alméras - « Tilber » (Porsche Carrera) à 24 min 7 s
7. Maurizio Verini - Ninni Russo (Fiat 131 Abarth) à 35 min 48 s
8. Michèle Mouton - Françoise Conconi (Fiat 131 Abarth) à 37 min 8 s
9. Gérard Swaton - Bernard Cordesse (Porsche Carrera) à 44 min 59 s
10. Jean-Claude Lefebvre - Jean Todt (Peugeot 104 ZS) à 45 min 21 s

Hommes de tête : 
- ES1 à 2 : Sandro Munari - Piero Sodano (Lancia Stratos HF)
- ES3 : Jean-Claude Andruet - Christian Delferier (Fiat 131 Abarth)
- ES4, ES10 : Raffaele Pinto - Arnaldo Bernacchini (Lancia Stratos HF)
- ES5 à 9, ES11 à 13 : Bernard Darniche - Alain Mahé (Fiat 131 Abarth)

Vainqueurs épreuves spéciales : 
- Raffaele Pinto - Arnaldo Bernacchini (Lancia Stratos HF) : 4 spéciales
- Bernard Darniche - Alain Mahé (Fiat 131 Abarth) : 4 spéciales
- Jacques Alméras - « Tilber » (Porsche Carrera) : 2 spéciales
- Sandro Munari - Piero Sodano (Lancia Stratos HF) : 1 spéciale
- Jean-Claude Andruet - Christian Delferier (Fiat 131 Abarth) : 1 spéciale
- Jean-Pierre Nicolas - Vincent Laverne (Ford Escort RS 1800) : 1 spéciale

### 22eédition(1978)
- 10e manche du championnat du monde des rallyes 1978
- départ : 4 novembre 1978 à Bastia
- arrivée : 5 novembre 1978 à Bastia
- distance : 1 166 km (dont 543,1 km sur 10 spéciales)
- 2 étapes : Bastia - Ajaccio et Ajaccio - Bastia
- surface : asphalte
- participants : 116 équipages au départ, 37 équipages classés à l'arrivée[30]

Avec Munari, Darniche et Andruet, les Fiat 131 sont favorites. Munari prend la tête au départ, devant la Porsche de Vincent, mais dès la troisième spéciale Andruet fait parler la poudre et domine largement l'épreuve, comptant plus de deux minutes d'avance sur Darniche à deux longueurs de l'arrivée. Des problèmes de sélection de vitesses, nécessitant le remplacement de la boîte et de l'embrayage, lui coûtent alors six minutes de pénalisation et la tête du rallye. Il aborde les derniers secteurs le couteau entre les dents, rattrape et dépose littéralement Munari en cours de spéciale, mais une crevaison anéantit ses dernières chances de victoire. Darniche s'impose pour la quatrième fois, Andruet parvenant à préserver sa deuxième place à l'arrivée. 
Classement : 
1. Bernard Darniche - Alain Mahé (Fiat 131 Abarth) en 6 h 47 min 34 s
2. Jean-Claude Andruet - « Biche » (Fiat 131 Abarth) à 4 min 25 s
3. Sandro Munari - Mario Mannucci (Fiat 131 Abarth) à 5 min 25 s
4. Jacques Alméras - Jean-Claude Perramond (Porsche Carrera) à 10 min 10 s
5. Michèle Mouton - Françoise Conconi (Fiat 131 Abarth) à 10 min 38 s
6. Pierre-Louis Moreau - Patrice Baron (Porsche Carrera) à 17 min 37 s
7. Jean-Pierre Nicolas - Vincent Laverne (Opel Kadett GT/E) à 18 min 35 s
8. Daniel Rognoni - Gilbert Dini (Porsche Carrera) à 30 min 21 s
9. Claude Balesi - Jean-Paul Cirindini (Alpine A110 1800) à 31 min 45 s
10. Christian Dorche - Jean-François Fauchille (Opel Kadett GT/E) à 43 min 29 s

Hommes de tête : 
- ES1 à 2 : Sandro Munari - Mario Mannucci (Fiat 131 Abarth)
- ES3 à 8 : Jean-Claude Andruet - « Biche » (Fiat 131 Abarth)
- ES9 à 10 : Bernard Darniche - Alain Mahé (Fiat 131 Abarth)

Vainqueurs épreuves spéciales : 
- Jean-Claude Andruet - « Biche » (Fiat 131 Abarth) : 4 spéciales
- Sandro Munari - Mario Mannucci (Fiat 131 Abarth) : 3 spéciales
- Bernard Darniche - Alain Mahé (Fiat 131 Abarth) : 2 spéciales
- Jacques Alméras - Jean-Claude Perramond (Porsche Carrera) : 2 spéciales

### 23eédition(1979)
- 10e manche du championnat du monde des rallyes 1979
- départ : 2 novembre 1979 à Ajaccio
- arrivée : 4 novembre 1979 à Ajaccio
- distance : 2 040 km (dont 1 128,9 km sur 22 spéciales)
- 2 étapes : Ajaccio - Bastia et Bastia - Ajaccio
- surface : asphalte
- participants : 112 équipages au départ, 14 équipages classés à l'arrivée[31]

La distance de l'épreuve est considérablement augmentée pour cette édition, ce qui a pour effet de réduire considérablement la participation étrangère, beaucoup jugeant le parcours bien trop long. La course est très rapidement décimée : des quatre favoris (Darniche, Andruet, Béguin et Vincent), trois sont éliminés d'entrée de jeu. Le moteur de la (Porsche) de Vincent a expiré la veille de la course, la Fiat 131 d'Andruet est victime de sérieux problèmes dès la première spéciale et Béguin (Porsche), qui a pris la tête au départ, doit abandonner avant le troisième secteur chronométré, transmission cassée. Avec une confortable avance sur la Talbot Lotus de Nicolas, Darniche (Lancia Stratos) n'a plus qu'à assurer pour emporter son cinquième Tour de Corse. À l'arrivée, il devance la Renault 5 de Ragnotti de plus d'une demi-heure, une rencontre avec un sanglier ayant mis un terme à la course de Nicolas. 
Classement : 
1. Bernard Darniche - Alain Mahé (Lancia Stratos HF) en 14 h 36 min 46 s
2. Jean Ragnotti - Jean-Marc Andrié (Renault 5 Alpine) à 36 min 6 s
3. Pierre-Louis Moreau - Patrice Baron (Porsche 911 SC) à 46 min 20 s
4. Alain Coppier - Josépha Laloz (Porsche Carrera RS) à 53 min 40 s
5. Michèle Mouton - Françoise Conconi (Fiat 131 Abarth) à 1 h 16 min 52 s
6. Bernard Picone - Robert Cianelli (Opel Kadett GT/E) à 1 h 32 min 43 s
7. Paul Rouby - Alain Garçon (Renault 5 Alpine) à 1 h 51 min 29 s
8. Jean-Pierre Mari - Patrick de la Foata (Toyota Starlet) à 2 h 5 min 10 s
9. Jean Bondrille - Vincent Fattaccio (Opel Kadett GT/E) à 2 h 7 min 58 s
10. Jean-Charles Martinetti - Philippe Gabrielli (Peugeot 104 ZS) à 2 h 27 min 5 s

Hommes de tête : 
- ES1 : Bernard Béguin - Jean-Jacques Lenne (Porsche 911 SC)
- ES2 à 22 : Bernard Darniche - Alain Mahé (Lancia Stratos HF)

Vainqueurs épreuves spéciales : 
- Bernard Darniche - Alain Mahé (Lancia Stratos HF) : 9 spéciales
- Jean Ragnotti - Jean-Marc Andrié (Renault 5 Alpine) : 4 spéciales
- Jean-Pierre Nicolas - Jean Todt (Talbot Sunbeam Lotus) : 3 spéciales
- Pierre-Louis Moreau - Patrice Baron (Porsche 911 SC) : 3 spéciales
- Alain Coppier - Josépha Laloz (Porsche Carrera RS) : 2 spéciales
- Bernard Béguin - Jean-Jacques Lenne (Porsche 911 SC) : 1 spéciale

### 24eédition(1980)
- 10e manche du championnat du monde des rallyes 1980
- départ : 23 octobre 1980 à Ajaccio
- arrivée : 25 octobre 1980 à Ajaccio
- distance : 1 603 km (dont 1 128 km sur 18 spéciales)
- 2 étapes : Ajaccio - Bastia et Bastia - Ajaccio
- surface : asphalte
- participants : 122 équipages au départ, 16 équipages classés à l'arrivée[32]

Débuts en championnat du monde pour les Renault 5 Turbo, dont celle de Ragnotti qui domine le début de course avant d'être retardé par une crevaison. Andruet (Fiat 131) prend alors la tête devant Darniche, également sur Fiat. Ragnotti remonte rapidement à la seconde place, puis reprend la tête lorsque Andruet doit renoncer (injection). Darniche et Thérier (Porsche) sont à la lutte pour la seconde place lorsque éclate un fait de course qui fera couler beaucoup d'encre : dans la quatorzième spéciale, handicapé par des pneus à l'agonie, Darniche est alors rattrapé par la Talbot Lotus de Fréquelin. Obstination du premier, énervement du second ? Les deux voitures se retrouvent hors de la route, mais l'incident est loin d'être clos et se terminera devant les autorités locale, avec une plainte pour tentative d'homicide à la clef. 
Avec désormais quatre minutes d'avances sur Thérier, Ragnotti semble assuré de la victoire, mais une courroie d'alternateur cassée met fin à la démonstration. Thérier l'emporte loin devant la Fiat 131 de Röhrl, Michèle Mouton (Fiat) ayant perdu le bénéfice d'une seconde place acquise de haute lutte sur le futur champion du monde, un changement de différentiel et un boîtier électrique noyé la faisant rétrograder à la cinquième place. 
Classement : 
1. Jean-Luc Thérier - Michel Vial (Porsche 911 SC) en 14 h 51 min 43 s
2. Walter Röhrl - Christian Geistdörfer (Fiat 131 Abarth) à 11 min 23 s
3. Alain Coppier - Josépha Laloz (Porsche 911 SC) à 25 min 38 s
4. Bruno Saby - « Tilber » (Renault 5 Turbo) à 29 min 42 s
5. Michèle Mouton - Annie Arrii (Fiat 131 Abarth) à 32 min 14 s
6. Andy Dawson - Kevin Gormley (Datsun 160 J) à 1 h 3 min 14 s
7. Christian Gardavot - Christian Audibert (Porsche 911 SC) à 1 h 34 min 54 s
8. Paul Rouby - Alain Garçon (Renault 5 Alpine) à 1 h 41 min 19 s
9. Jean-Felix Farrucci - Albert Gori (Opel Ascona) à 1 h 51 min 28 s
10. Jean Bagarry - Alain Bonne (Porsche 911) à 1 h 57 min 48 s

Hommes de tête : 
- ES1 à 4 et ES8 à 13 : Jean Ragnotti - Jean-Marc Andrié (Renault 5 Turbo)
- ES5 à 7 : Jean-Claude Andruet - « Biche » (Fiat 131 Abarth)
- ES14 à 18 : Jean-Luc Thérier - Michel Vial (Porsche 911 SC)

Vainqueurs épreuves spéciales : 
- Jean Ragnotti - Jean-Marc Andrié (Renault 5 Turbo) : 9 spéciales
- Bernard Darniche - Alain Mahé (Fiat 131 Abarth) : 2 spéciales
- Jean-Luc Thérier - Michel Vial (Porsche 911 SC) : 2 spéciales
- Walter Röhrl - Christian Geistdörfer (Fiat 131 Abarth) : 2 spéciales
- Alain Coppier - Josépha Laloz (Porsche 911 SC) : 2 spéciales
- Bruno Saby - « Tilber » (Renault 5 Turbo) : 1 spéciale

### 25eédition(1981)
- 5e manche du championnat du monde des rallyes 1981
- départ : 30 avril 1981 à Ajaccio
- arrivée : 2 mai 1981 à Ajaccio
- distance : 1 613 km (dont 1 144 km sur 24 spéciales)
- 2 étapes : Ajaccio - Bastia et Bastia - Ajaccio
- surface : asphalte
- participants : 120 équipages au départ, 42 équipages classés à l'arrivée[34]

Andruet a la lourde tâche de faire débuter la Ferrari 308 GTB en championnat du monde. Les sceptiques la jugent trop longue, trop large pour les routes corses, mais son pilote accomplit un véritable festival, enlevant les cinq premières spéciales et prenant près de trois minutes d'avances sur la Lancia Stratos de Darniche et la Porsche de Thérier, mais une pompe à essence défaillante le contraint à l'abandon lors de la septième épreuve. La lutte pour la première place se joue entre Darniche et Thérier, ce dernier prenant finalement le dessus avant qu'une double crevaison ne mette fin à ses espoirs d'une seconde victoire consécutive. Darniche remporte son sixième Tour de Corse, loin devant la Talbot Lotus de Fréquelin. 
1. Bernard Darniche - Alain Mahé (Lancia Stratos HF) en 14 h 26 min 23 s
2. Guy Fréquelin - Jean Todt (Talbot Sunbeam Lotus) à 16 min 2 s
3. Tony Pond - Ian Grindrod (Datsun Violet GT) à 19 min 6 s
4. Jean-Pierre Ballet - Jacky Guinchard (Porsche 911 SC) à 50 min 46 s
5. Terry Kaby - Rob Arthur (Datsun Violet 160J) à 55 min 43 s
6. Per Eklund - Jan-Olof Bohlin (Toyota Celica GT) à 1 h 17 min 10 s
7. Jean-Michel Tichadou - Jean-Paul Pandolfi (Ford Escort RS2000) à 1 h 19 min 28 s
8. Gérard Swaton - Bernard Cordesse (Porsche 911 SC) à 1 h 20 min 6 s
9. Camille Bartoli - Gilbert Poletti (Renault 5 Turbo) à 1 h 28 min 11 s
10. Jean-Felix Farrucci - Albert Gori (Opel Ascona 2000) à 1 h 33 min 17 s

Hommes de tête : 
- ES1 à 6 : Jean-Claude Andruet - « Biche » (Ferrari 308 GTB)
- ES7 à 8 et ES12 à 24 : Bernard Darniche - Alain Mahé (Lancia Stratos HF)
- ES9 à 11 : Jean-Luc Thérier - Michel Vial (Porsche 911 SC)

Vainqueurs épreuves spéciales : 
- Guy Fréquelin - Jean Todt (Talbot Sunbeam Lotus) : 6 spéciales
- Jean-Claude Andruet - Michèle Espinosi-Petit« Biche » (Ferrari 308 GTB) : 5 spéciales
- Bernard Darniche - Alain Mahé (Lancia Stratos HF) : 4 spéciales
- Jean-Luc Thérier - Michel Vial (Porsche 911 SC) : 4 spéciales
- Jean Ragnotti - Jean-Marc Andrié (Renault 5 Turbo) : 4 spéciales
- Tony Pond - Ian Grindrod (Datsun Violet GT) : 1 spéciale
- Per Eklund - Jan-Olof Bohlin (Toyota Celica GT) : 1 spéciale

## 1982-1986: le Groupe B, les fauves sur l'Île de Beauté
La réglementation Groupe B permet le développement de modèles très éloignés de la série, en fait de véritables prototypes fabriqués à 200 exemplaires. Avec l'affrontement de fabuleuses machines telles les Lancia 037 et Delta S4, Audi Quattro Sport, Peugeot 205 Turbo 16, le Tour de Corse sera le théâtre de courses très spectaculaires et très disputées lors de cette période. Cette escalade à la puissance (de l'ordre de 500 chevaux en 1986) aura hélas son revers, la fréquence et la gravité des accidents vont bientôt montrer la démesure de cette réglementation. L'épreuve aux 10 000 virages ne sera pas épargnée, avec les accidents mortels d'Attilio Bettega en 1985, puis d'Henri Toivonen et de son copilote Sergio Cresto l'année suivante, ce dernier drame entraînant aussitôt la décision de bannir le Groupe B du Championnat du monde des rallyes dès 1987. 

### 26eédition(1982)
- 5e manche du championnat du monde des rallyes 1982
- départ : 6 mai 1982 à Ajaccio
- arrivée : 9 mai 1982 à Ajaccio
- distance : 1 616 km (dont 1 176 km sur 27 spéciales)
- 3 étapes : Ajaccio - Quenza - Bastia, Bastia - Saint-Roch - Ajaccio et Ajaccio - Quenza - Ajaccio
- surface : asphalte
- participants : 178 équipages au départ, 48 équipages classés à l'arrivée[35]

En cette année de transition, les voitures des groupes 1 à 4 sont une dernière fois admises, et constituent d'ailleurs la majorité du plateau. En groupe B, notons les débuts en mondial de la Lancia Rally 037, aux mains d'Alén et Bettega. La nouveauté démontrera d'emblée son potentiel, les deux pilotes réalisant des chronos très prometteurs. Parmi les favoris, Andruet (Ferrari) et Ragnotti (Renault 5 Turbo) ont tous deux à cœur de prendre leur revanche sur les éditions précédentes. Leur duel sera magnifique, Andruet prenant l'avantage en début de course avant de connaître un passage à vide en fin de première étape, qu'il achève avec près de deux minutes de retard sur Ragnotti. Lors de la deuxième étape, le pilote Ferrari a recouvré tous ses moyens, revenant à une minute de la 5 Turbo, quand s'abat une pluie battante au départ de la 18e spéciale : dépourvu de camion d'assistance, Andruet est contraint de s'élancer en pneus 'sec', perdant cinq minutes et tout espoir de victoire. La course est jouée, la troisième étape n'apportera aucun changement, Ragnotti l'emportant avec une confortable avance sur la Ferrari. 
Classement : 
1. Jean Ragnotti - Jean-Marc Andrié (Renault 5 Turbo) en 14 h 11 min 19 s
2. Jean-Claude Andruet - « Biche » (Ferrari 308 GTB) à 5 min 38 s
3. Bernard Béguin - Jean-Jacques Lenne (Porsche 911 SC) à 8 min 52 s
4. Walter Röhrl - Christian Geistdörfer (Opel Ascona 400) à 9 min 22 s
5. Bruno Saby - Françoise Sappey (Renault 5 Turbo) à 16 min 12 s
6. Guy Fréquelin - Jean-François Fauchille (Porsche 911 SC) à 23 min 57 s
7. Michèle Mouton - Fabrizia Pons (Audi Quattro) à 32 min 29 s
8. Francis Vincent - Francis Calvier (Porsche 911 SC) à 32 min 36 s
9. Markku Alén - Ilkka Kivimäki (Lancia Rally 037) à 41 min 59 s
10. Robert Simonetti - Jean-Michel Simonetti (Renault 5 Turbo) à 1 h 24 min 24 s

Hommes de tête : 
- ES1 à 5 : Jean-Claude Andruet - « Biche » (Ferrari 308 GTB)
- ES6 à 27 : Jean Ragnotti - Jean-Marc Andrié (Renault 5 Turbo)

Vainqueurs épreuves spéciales : 
- Jean Ragnotti - Jean-Marc Andrié (Renault 5 Turbo) : 12 spéciales
- Jean-Claude Andruet - « Biche » (Ferrari 308 GTB) : 10 spéciales
- Bernard Béguin - Jean-Jacques Lenne (Porsche 911 SC) : 3 spéciales
- Walter Röhrl - Christian Geistdörfer (Opel Ascona 400) : 1 spéciale
- Guy Fréquelin - Jean-François Fauchille (Porsche 911 SC) : 1 spéciale

### 27eédition(1983)
- 5e manche du championnat du monde des rallyes 1983
- départ : 5 mai 1983 à Ajaccio
- arrivée : 7 mai 1983 à Ajaccio
- distance : 1 720 km (dont 1 045 km sur 28 spéciales) - 32 spéciales initialement prévues (1 167 km), annulation des ES6, 14, 21 et 25
- 3 étapes : Ajaccio - Bastia, Bastia - Ajaccio et Ajaccio - Ajaccio
- surface : asphalte
- participants : 178 équipages au départ, 57 équipages classés à l'arrivée[36]

Avec cinq voitures engagées (Andruet, Röhrl, Alén, Vudafieri et Bettega), les Lancia Rally 037 sont largement favorites au départ, et occupent d'emblée les cinq premières places. À la lutte avec Andruet et Alén, Röhrl s'est construit un léger avantage (10 s) sur Andruet lorsqu'il est retardé par une double crevaison dans la huitième spéciale. Le pilote français prend alors la tête et termine la première étape à Bastia avec 53 secondes d'avance sur Alén. Le lendemain, il accentue l'écart, et devance son coéquipier de près de deux minutes lorsqu'une crevaison au départ de la quinzième spéciale lui fait perdre toute chance de victoire. Alén est alors largement en tête devant Röhrl, auteur d'une belle remontée après ses déboires de la première journée, et les consignes de courses imposées à ce moment par Cesare Fiorio figeront les positions des Lancia jusqu'à l'arrivée. Les 037 emportent les quatre premières places, Andruet ayant dû renoncer moteur noyé. 
Classement : 
1. Markku Alén - Ilkka Kivimäki (Lancia Rally 037) en 12 h 43 min 38 s
2. Walter Röhrl - Christian Geistdörfer (Lancia Rally 037) à 1 min 49 s
3. Adartico Vudafieri - Luigi Pirollo (Lancia Rally 037) à 6 min 30 s
4. Attilio Bettega - Maurizio Perissinot (Lancia Rally 037) à 13 min 49 s
5. Bruno Saby - Chris Williams (Renault 5 Turbo) à 41 min 59 s
6. Tony Pond - Rob Arthur (Nissan 240 RS) à 1 h 1 min 13 s
7. Ange-Paul Franceschi - Patrick Giudicelli (Renault 5 Turbo) à 1 h 27 min 39 s
8. Jean-Sébastien Couloumiès - Claudine Causse (Opel Ascona) à 1 h 37 min 31 s
9. Alain Coppier - Josépha Laloz (Citroën Visa Chrono) à 1 h 44 min 43 s
10. Jean-Michel Guyot - Jacques Raspaud (Renault 5 Turbo) à 1 h 52 min 9 s

Hommes de tête : 
- ES1, ES5 à 7 : Walter Röhrl - Christian Geistdörfer (Lancia Rally 037)
- ES2, ES8 à 14 : Jean-Claude Andruet - Michèle Espinosi-Petit« Biche » (Lancia Rally 037)
- ES3 à 4, ES15 à 32 : Markku Alén - Ilkka Kivimäki (Lancia Rally 037)

Vainqueurs épreuves spéciales : 
- Walter Röhrl - Christian Geistdörfer (Lancia Rally 037) : 10 spéciales
- Markku Alén - Ilkka Kivimäki (Lancia Rally 037) : 9 spéciales
- Jean-Claude Andruet - « Biche » (Lancia Rally 037) : 4 spéciales
- Adartico Vudafieri - Luigi Pirollo (Lancia Rally 037) : 2 spéciales
- Hannu Mikkola - Arne Hertz (Audi Quattro) : 2 spéciales
- Bruno Saby - Chris Williams (Renault 5 Turbo) : 1 spéciale

### 28eédition(1984)
- 5e manche du championnat du monde des rallyes 1984
- départ : 3 mai 1984 à Ajaccio
- arrivée : 5 mai 1984 à Ajaccio
- distance : 1 617,8 km (dont 1 130,68 km sur 30 spéciales)
- 3 étapes : Ajaccio - Quenza - Bastia, Bastia - Corte - Calvi et Calvi - Ajaccio
- surface : asphalte
- participants : 155 équipages au départ, 58 équipages classés à l'arrivée[37]

Débuts en championnat du monde très attendus pour la Peugeot 205 Turbo 16 (deux voitures pilotées par Vatanen et Nicolas) et pour l'Audi Quattro Sport confiée à Röhrl. Au départ, les routes sont sèches et les Lancia Rally 037 tirent leur épingle du jeu, Bettega remportant six des sept premières spéciales, devançant son coéquipier Biasion de plus d'une minute à ce moment de la course. Le départ de la huitième spéciale, longue de 50 km, se déroule encore sur sol sec, mais après 20 km la route est détrempée et les Lancia, chaussées de gommes dures, sont en perdition. Bettega et Biasion ne peuvent éviter de toucher, perdant respectivement vingt et cinq minutes. Très rapides sur le mouillé, les 205 T16 de Vatanen et Nicolas prennent les deux premières places de la course, devant la Lancia 037 d'Alén. Vatanen va alors dominer l'épreuve, terminant la première étape avec près de cinq minutes d'avance sur Alén, Nicolas ayant été retardé par plusieurs crevaisons. Le lendemain, une crevaison lors de la seizième spéciale fait perdre plus de trois minutes au leader, qui conserve néanmoins une marge de près de deux minutes sur Alén à la fin de la seconde journée. La troisième étape débute de nuit, et une flaque d'eau surprend Vatanen qui sort, heurte un rocher et part en tonneaux, mettant un terme à l'éblouissante démonstration de la Turbo 16. Alén prend la tête avec une confortable avance sur son coéquipier Biasion et la Renault 5 Turbo de Ragnotti, et emporte sa deuxième victoire en Corse. La seconde 205 fera une belle performance, Nicolas remontant de la dixième à la quatrième place lors de cette dernière étape. Prestation beaucoup plus décevante pour l'autre débutante, l'Audi Quattro Sport se révélant très délicate à maîtriser sur les routes corses (temps de réponse important du turbo, arrivée brutale de la puissance), et peu fiable, le moteur de Röhrl explosant lors de la première journée. 
Classement : 
1. Markku Alén - Ilkka Kivimäki (Lancia Rally 037) en 13 h 24 min 56 s
2. Massimo Biasion - Tiziano Siviero (Lancia Rally 037) à 4 min 15 s
3. Jean Ragnotti - Pierre Thimonier (Renault 5 Turbo) à 8 min 20 s
4. Jean-Pierre Nicolas - Charley Pasquier (Peugeot 205 Turbo 16) à 19 min 54 s
5. Stig Blomqvist - Björn Cederberg (Audi Quattro) à 20 min 59 s
6. Jean-Claude Andruet - Martine Rick (Lancia Rally 037) à 23 min 11 s
7. Attilio Bettega - Sergio Cresto (Lancia Rally 037) à 30 min 44 s
8. François Chatriot - Michel Périn (Renault 5 Turbo) à 32 min 29 s
9. Guy Fréquelin - « Tilber » (Opel Manta 400) à 43 min 57 s
10. Yves Loubet - Patricia Trivero (Alfa Romeo Alfetta GTV6) à 1 h 23 min 15 s

Hommes de tête : 
- ES1 à 7 : Attilio Bettega - Sergio Cresto (Lancia Rally 037)
- ES8 à 19 : Ari Vatanen - Terry Harryman (Peugeot 205 Turbo 16)
- ES20 à 30 : Markku Alén - Ilkka Kivimäki (Lancia Rally 037)

Vainqueurs épreuves spéciales : 
- Attilio Bettega - Sergio Cresto (Lancia Rally 037) : 12 spéciales
- Ari Vatanen - Terry Harryman (Peugeot 205 Turbo 16) : 7 spéciales
- Markku Alén - Ilkka Kivimäki (Lancia Rally 037) : 5 spéciales
- Jean Ragnotti - Pierre Thimonier (Renault 5 Turbo) : 3 spéciales
- Jean-Pierre Nicolas - Charley Pasquier (Peugeot 205 Turbo 16) : 2 spéciales
- Massimo Biasion - Tiziano Siviero (Lancia Rally 037) : 1 spéciale
- Adartico Vudafieri - Luigi Pirollo (Lancia Rally 037) : 1 spéciale

### 29eédition(1985)
- 5e manche du championnat du monde des rallyes 1985
- départ : 2 mai 1985 à Ajaccio
- arrivée : 4 mai 1985 à Ajaccio
- distance : 1 603,3 km (dont 1 078 km sur 29 spéciales) - 30 spéciales initialement prévues (1 122,2 km), annulation de l'ES5
- 3 étapes : Ajaccio - Bastia, Bastia - Calvi et Calvi - Ajaccio
- surface : asphalte
- participants : 139 équipages au départ, 45 équipages classés à l'arrivée[39]

Après trois courses (relativement décevantes) au niveau national, apparition en championnat du monde de la Renault 5 Maxi Turbo (350 chevaux) avec Ragnotti, Chatriot et Auriol). Chez Peugeot Sport, Saby fait débuter la Peugeot 205 Turbo 16 évolution 2 (430 chevaux), Vatanen et Salonen disposant de la première version. On s'attend à une nouvelle domination des 205 Turbo 16, mais un surprenant Ragnotti prend l'avantage au départ, reléguant les Peugeot à plus de vingt secondes lors de la première spéciale. Bettega (Lancia Rally 037) se montre une nouvelle fois très rapide sur les routes corses, et s'intercale à la deuxième place. De nombreux favoris sont déjà éliminés, Salonen et Darniche (205 T16), Röhrl (Audi) et Fréquelin (Opel Manta) ne dépassent pas le stade de cette première spéciale. Dans les deux suivantes, Vatanen et Saby sont revenus aux deuxième et troisième places, mais Jeannot maintient l'écart. Un kilomètre après le départ de la quatrième spéciale, Bettega, qui vient de monter des gommes plus dures, mord le bas-côté et heurte une pierre. La Lancia entame un tonneau et percute violemment les arbres. Le jeune pilote italien (32 ans) est tué sur le coup, son copilote Maurizio Perissinot s'extirpant indemne de l'épave. La course est momentanément interrompue; en signe de deuil les deux autres Lancia d'Alén et de Biasion se retirent. 
L'épreuve se poursuit tristement. Vatanen profite d'un tête-à-queue de Ragnotti pour s'en rapprocher à une seconde, mais perd ensuite 27 minutes, ayant heurté une pierre. La course est dès lors jouée, Ragnotti ayant plus de cinq minutes d'avance sur Saby et la Porsche de Béguin. Les deux jours suivants n'apporteront pas de modification en tête du classement. 
Classement : 
1. Jean Ragnotti - Pierre Thimonier (Renault 5 Maxi Turbo) en 12 h 54 min 15 s
2. Bruno Saby - Jean-François Fauchille (Peugeot 205 Turbo 16 évo. 2) à 12 min 32 s
3. Bernard Béguin - Jean-Jacques Lenne (Porsche 911 SC RS) à 25 min 49 s
4. Billy Coleman - Ronan Morgan (Porsche 911 SC RS) à 57 min 7 s
5. Yves Loubet - Jean-Bernard Vieu (Alfa Romeo Alfetta GTV6) à 1 h 9 min 38 s
6. Bertrand Balas (de) - Eric Laine (Alfa Romeo Alfetta GTV6) à 1 h 22 min 38 s
7. Jean-Paul Bouquet - Christian Morel (Talbot Samba Rallye) à 1 h 30 min 22 s
8. Camille Bartoli - Bernard Falempin (Renault 5 Turbo) à 1 h 32 min 15 s
9. Jean-Jacques Paoletti - Claude Santucci (Renault 5 Turbo) à 1 h 59 min 20 s
10. Patrick Bernardini - José Bernardini (BMW 323i) à 2 h 2 min 7 s

Hommes de tête : 
- ES1 à 30 : Jean Ragnotti - Pierre Thimonier (Renault 5 Maxi Turbo)

Vainqueurs épreuves spéciales : 
- Jean Ragnotti - Pierre Thimonier (Renault 5 Maxi Turbo) : 17 spéciales
- Ari Vatanen - Terry Harryman (Peugeot 205 Turbo 16) : 10 spéciales
- Bruno Saby - Jean-François Fauchille (Peugeot 205 Turbo 16 évo. 2) : 2 spéciales

### 30eédition(1986)
- 5e manche du championnat du monde des rallyes 1986
- départ : 1er mai 1986 à Ajaccio
- arrivée : 3 mai 1986 à Ajaccio
- distance : 1 530 km (dont 1 053,3 km sur 26 spéciales) - 30 spéciales initialement prévues (1 106 km), annulation des ES12, 18, 19 et 20
- 3 étapes : Ajaccio - Quenza - Bastia, Bastia - Corte - Calvi et Calvi - Ajaccio
- surface : asphalte
- participants : 122 équipages au départ, 31 équipages classés à l'arrivée[41]

Au départ, on s'attend au duel habituel entre Peugeot, qui aligne trois 205 T16 évo. 2 officielles (450 à 480 chevaux) pour Timo Salonen, Bruno Saby et Michèle Mouton, et Lancia (trois Delta S4 de 440 chevaux pilotées par Toivonen, Alén et Biasion). Parmi les outsiders du groupe B, on compte les MG Metro 6R4 de Malcolm Wilson, Tony Pond et Didier Auriol, ainsi que la Renault 5 Maxi Turbo de François Chatriot. 
Les 205 prennent l'avantage en tout début de course, Saby devançant Salonen et Mouton de quelques secondes lors de la première spéciale. Derrière, Toivonen et Biasion limitent les dégâts, mais sur la troisième Lancia Alén est en difficulté avec ses freins, concédant plus d'une minute. Nouveau triplé des Peugeot dans l'épreuve suivante, Salonen rejoignant Saby en tête de la course. Chez Lancia, Toivonen reste le mieux placé, avec 13 secondes d'écart sur les leaders. Il commence ensuite à aligner les temps scratch, prenant la tête du rallye dès la quatrième spéciale, et terminant la première étape avec 1 min 42 s d'avance sur Saby et 3 min 18 s sur Biasion, Salonen étant sorti de la route lors de la huitième épreuve. Le lendemain, Toivonen continue son impressionnante démonstration, portant son avance à 2 min 45 s au terme de la 17e spéciale qu'il effectue dans un temps record. Mais dans l'épreuve suivante, après sept kilomètres, un virage abordé trop vite aura raison de l'adresse du Finlandais : la Lancia tire droit, tombe dans le ravin et s'embrase immédiatement, ne laissant aucune chance à Toivonen et à son copilote Sergio Cresto. 
La course est neutralisée jusqu'à Calvi, où Lancia se retire de la course. La troisième étape se déroule dans la tristesse générale, Saby emportant la victoire (la première en Corse d'une '4 roues motrices') devant la Renault 5 Turbo de Chatriot. La FISA annonce aussitôt l'exclusion des groupes B du Championnat du monde des rallyes dès 1987, le drame de la veille (faisant suite à plusieurs accidents mortels au cours des douze derniers mois) ayant définitivement condamné une catégorie devenue très controversée. 
Classement : 
1. Bruno Saby - Jean-François Fauchille (Peugeot 205 Turbo 16 évo. 2) en 11 h 52 min 44 s
2. François Chatriot - Michel Périn (Renault 5 Maxi Turbo) à 13 min 48 s
3. Yves Loubet - Jean-Marc Andrié (Alfa Romeo Alfetta GTV6) à 53 min 15 s
4. Jean Ragnotti - Pierre Thimonier (Renault 11 Turbo) à 1 h 3 min 28 s
5. Jean-Claude Torre - Patrick De La Foata (Renault 5 Turbo) à 1 h 9 min 49 s
6. Paul Rouby - Jean-Louis Martin (Renault 5 Turbo) à 1 h 11 min 4 s
7. Michel Neri - Rocky Demedardi (Renault 5 Turbo) à 1 h 15 min 16 s
8. Kenneth Eriksson - Peter Diekmann (Volkswagen Golf GTI 16v) à 1 h 28 min 37 s
9. Gilbert Casanova - Philippe Martini (Talbot Samba Rallye) à 1 h 28 min 48 s
10. Christian Gardavot - Rémy Levivier (Porsche 911 SC) à 1 h 35 min 56 s

Hommes de tête : 
- ES1 à 2, ES 18 à 30 : Bruno Saby - Jean-François Fauchille (Peugeot 205 Turbo 16 évo. 2)
- ES2 à 3 : Timo Salonen - Seppo Harjanne (Peugeot 205 Turbo 16 évo. 2)
- ES4 à 17 : Henri Toivonen - Sergio Cresto (Lancia Delta S4)

Vainqueurs épreuves spéciales : 
- Henri Toivonen - Sergio Cresto (Lancia Delta S4) : 13 spéciales
- Bruno Saby - Jean-François Fauchille (Peugeot 205 Turbo 16 évo. 2) : 11 spéciales
- Timo Salonen - Seppo Harjanne (Peugeot 205 Turbo 16 évo. 2) : 1 spéciale
- François Chatriot - Michel Périn (Renault 5 Maxi Turbo) : 1 spéciale

## La période 1987-1996: le Groupe A, 2 roues motrices contre 4
Avec l'exclusion du Groupe B, les monstres de près de 500 chevaux sont exclus du championnat. On revient donc en 1987 à des puissances de l'ordre de 300 chevaux pour les meilleures Groupe A, dans cette catégorie la traction intégrale n'est plus l'arme absolue pour s'imposer sur l'asphalte des routes corses, et les '2 roues motrices' parviendront à s'imposer à trois reprises au cours de cette période.  

### 31eédition(1987)
- 5e manche du championnat du monde des rallyes 1987
- départ : 7 mai 1987 à Ajaccio
- arrivée : 10 mai 1987 à Ajaccio
- distance : 1 367 km (dont 619,2 km sur 24 spéciales)
- 3 étapes : Ajaccio - Corte - Bastia, Bastia - Corte - Calvi et Calvi - Ajaccio
- surface : asphalte
- participants : 95 équipages au départ, 35 équipages classés à l'arrivée[43]

Disposant d'une BMW M3 de 275 chevaux, Béguin profite des routes sèches pour prendre la tête au départ, devançant la puissante Sierra Cosworth (300 chevaux) d'Auriol. Bien que ne disposant de 180 chevaux, Ragnotti se montre également très rapide au volant de sa Renault 11 Turbo, très légère. Dans ces conditions, les Lancia Delta (230 à 250 chevaux), plus lourdes, ne peuvent exploiter pleinement l'avantage de leurs quatre roues motrices. Loubet parvient néanmoins à se maintenir au contact, et profite de la cinquième spéciale, disputée sous la grêle, pour prendre la tête du rallye, qu'il conserve à la fin de la première étape, avec 12 secondes d'avance sur Béguin. La seconde Lancia de Biasion est troisième, à plus d'une minute et demie, la grêle ayant fait perdre de précieuses minutes à Ragnotti, et Auriol ayant connu des problèmes de turbo. Dès le début de la deuxième étape, Loubet est retardé par une crevaison et Béguin reprend le commandement de la course, qu'il conserve jusqu'à l'arrivée, terminant avec plus de deux minutes d'avance sur les deux Lancia de Loubet et Biasion. Ragnotti fait une très belle remontée et échoue de trois secondes pour la troisième place. 
Classement : 
1. Bernard Béguin - Jean-Jacques Lenne (BMW M3) en 7 h 22 min 30 s
2. Yves Loubet - Jean-Bernard Vieu (Lancia Delta HF 4WD) à 2 min 8 s
3. Massimo Biasion - Tiziano Siviero (Lancia Delta HF 4WD) à 2 min 28 s
4. Jean Ragnotti - Pierre Thimonier (Renault 11 Turbo) à 2 min 41 s
5. François Chatriot - Michel Périn (Renault 11 Turbo) à 4 min 35 s
6. Marc Duez - Georges Biard (BMW M3) à 15 min 28 s
7. Carlos Sainz - António Boto (Ford Sierra RS Cosworth) à 18 min 46 s
8. Didier Auriol - Bernard Occelli (Ford Sierra RS Cosworth) à 21 min 46 s
9. Alain Oreille - Sylvie Oreille (Renault 11 Turbo) à 27 min 38 s
10. Laurent Poggi - Jean-Paul Chiaroni (Volkswagen Golf GTI 16v) à 30 min 22 s

Hommes de tête : 
- ES1 à 4, ES10 à 24 : Bernard Béguin - Jean-Jacques Lenne (BMW M3)
- ES5 à 9 : Yves Loubet - Jean-Bernard Vieu (Lancia Delta HF 4WD)

Vainqueurs épreuves spéciales : 
- Jean Ragnotti - Pierre Thimonier (Renault 11 Turbo) : 11 spéciales
- Bernard Béguin - Jean-Jacques Lenne (BMW M3) : 9 spéciales
- Bruno Saby - Jean-François Fauchille (Lancia Delta HF 4WD) : 2 spéciales
- Didier Auriol - Bernard Occelli (Ford Sierra RS Cosworth) : 1 spéciale
- Claude Balesi - Jean-Paul Cirindini (Renault 5 GT Turbo) : 1 spéciale

### 32eédition(1988)
- 5e manche du championnat du monde des rallyes 1988
- départ : 3 mai 1988 à Ajaccio
- arrivée : 6 mai 1988 à Ajaccio
- distance : 1 333,3 km (dont 623,8 km sur 30 spéciales)
- 4 étapes : Ajaccio - Ajaccio, Ajaccio - Zonza - Alba Serena, Alba Serena - Corte - Calvi et Calvi - Ajaccio
- surface : asphalte
- participants : 93 équipages au départ, 42 équipages classés à l'arrivée[45]

Pour la première fois de son histoire, le Tour de Corse débute par une super-spéciale (2,86 km), emportée par Saby (Lancia), premier leader. Le lendemain, les choses sérieuses commencent et on assiste à un affrontement serré entre la Delta Integrale de Loubet et la Sierra Cosworth d'Auriol, qui dominent nettement leurs adversaires. Cette deuxième journée est à l'avantage de Loubet, un instant rejoint par Auriol en tête, mais qui met à profit sa parfaite connaissance du terrain pour terminer l'étape avec une avance de 25 secondes. Sur sa BMW M3, Béguin, troisième, compte déjà plus de trois minutes de retard. La troisième étape débute mal pour Loubet, qui perd huit minutes pour des problèmes de commande de boîte de vitesses. Auriol est donc largement en tête devant Béguin, et va désormais contrôler la course jusqu'à l'arrivée. D'autant plus facilement que Béguin touche un rocher lors de la quatrième et dernière étape, et perd sa deuxième place au profit de Loubet, auteur d'une superbe remontée. Première victoire en championnat du monde pour Auriol et pour la Ford Sierra Cosworth. 
Classement : 
1. Didier Auriol - Bernard Occelli (Ford Sierra RS Cosworth) en 7 h 12 min 4 s
2. Yves Loubet - Jean-Bernard Vieu (Lancia Delta HF Integrale) à 3 min 5 s
3. Bruno Saby - Jean-François Fauchille (Lancia Delta HF Integrale) à 4 min 49 s
4. François Chatriot - Michel Périn (BMW M3) à 11 min 24 s
5. Carlos Sainz - Luís Moya (Ford Sierra RS Cosworth) à 14 min 5 s
6. Kenneth Eriksson - Peter Diekmann (Toyota Celica GT-4) à 17 min 20 s
7. Bernard Béguin - Jean-Jacques Lenne (BMW M3) à 23 min 4 s
8. Paul Rouby - Jean-Louis Martin (Alfa Romeo 75 V6) à 32 min 55 s
9. Pierre-César Baroni - Michel Rousseau (Ford Sierra RS Cosworth) à 33 min 13 s
10. Alain Oreille - Sylvie Oreille (Renault 5 GT Turbo) à 33 min 58 s

Hommes de tête : 
- ES1 : Bruno Saby - Jean-François Fauchille (Lancia Delta HF Integrale)
- ES2 à 11 : Yves Loubet - Jean-Bernard Vieu (Lancia Delta HF Integrale)
- ES3, ES12 à 30 : Didier Auriol - Bernard Occelli (Ford Sierra RS Cosworth)

Vainqueurs épreuves spéciales : 
- Yves Loubet - Jean-Bernard Vieu (Lancia Delta HF Integrale) : 22 spéciales
- Didier Auriol - Bernard Occelli (Ford Sierra RS Cosworth) : 5 spéciales
- Bruno Saby - Jean-François Fauchille (Lancia Delta HF Integrale) : 3 spéciales

### 33eédition(1989)
- 5e manche du championnat du monde des rallyes 1989
- départ : 23 avril 1989 à Ajaccio
- arrivée : 26 avril 1989 à Ajaccio
- distance : 1 439,85 km (dont 626,91 km sur 33 spéciales)
- 4 étapes : Ajaccio - Ajaccio, Ajaccio - Corte - Alba Serena, Alba Serena - Corte - Calvi et Calvi - Ajaccio
- surface : asphalte
- participants : 79 équipages au départ, 39 équipages classés à l'arrivée[47]

Après la super-spéciale du premier jour, la course se résume très vite à un duel entre la BMW M3 de Chatriot et la Lancia Delta HF Integrale d'Auriol, Saby et Loubet (également sur Lancia) étant retardés dès le début de la deuxième étape. Chatriot termine cette deuxième journée, disputée sur routes sèches, avec une quinzaine de secondes d'avance sur Auriol. Le lendemain, avec l'apparition de la pluie, Auriol tire parti de la motricité de la Delta Integrale pour reprendre l'avantage, et signe ensuite une étonnante performance dans le brouillard de la 19e spéciale pour se construire un avantage décisif. Il emporte son deuxième Tour de Corse consécutif, avec près de deux minutes d'avances sur la BMW de Chatriot. Derrière les deux héros de la course, on peut noter les progrès sur asphalte des Toyota Celica, avec la troisième place de Kankunnen, longtemps à la lutte avec son coéquipier Sainz avant que ce dernier ne casse son moteur. 
Classement : 
1. Didier Auriol - Bernard Occelli (Lancia Delta HF Integrale) en 7 h 12 min 39 s
2. François Chatriot - Michel Périn (BMW M3) à 1 min 57 s
3. Juha Kankkunen - Juha Piironen (Toyota Celica GT-4) à 3 min 50 s
4. Yves Loubet - Jean-Marc Andrié (Lancia Delta HF Integrale) à 4 min 49 s
5. Bernard Béguin - Jean-Bernard Vieu (BMW M3) à 8 min 12 s
6. Marc Duez - Alain Lopès (BMW M3) à 14 min 14 s
7. Franco Cunico - Max Sghedoni (Ford Sierra RS Cosworth) à 21 min 41 s
8. Alain Oreille - Gilles Thimonier (Renault 5 GT Turbo) à 28 min 35 s
9. Paola De Martini - Umberta Gibellini (Audi 90 Quattro) à 41 min 4 s
10. Claude Balesi - Jean-Paul Cirindini (Renault 5 GT Turbo) à 43 min 28 s

Hommes de tête : 
- ES1 : Bruno Saby - Daniel Grataloup (Lancia Delta HF Integrale)
- ES1, ES4, ES17 à 33 : Didier Auriol - Bernard Occelli (Lancia Delta HF Integrale)
- ES2 à 3, ES5 à 16 : François Chatriot - Michel Périn (BMW M3)

Vainqueurs épreuves spéciales : 
- Didier Auriol - Bernard Occelli (Lancia Delta HF Integrale) : 11 spéciales
- François Chatriot - Michel Périn (BMW M3) : 10 spéciales
- Yves Loubet - Jean-Marc Andrié (Lancia Delta HF Integrale) : 7 spéciales
- Juha Kankkunen - Juha Piironen (Toyota Celica GT-4) : 3 spéciales
- Carlos Sainz - Luís Moya (Toyota Celica GT-4) : 2 spéciales
- Bruno Saby - Daniel Grataloup (Lancia Delta HF Integrale) : 1 spéciale

### 34eédition(1990)
- 4e manche du championnat du monde des rallyes 1990
- départ : 6 mai 1990 à Ajaccio
- arrivée : 9 mai à Ajaccio
- distance : 1 397,18 km (dont 602,25 km sur 30 spéciales)
- 4 étapes : Ajaccio - Ajaccio, Ajaccio - Alba Serena, Alba Serena - Calvi et Calvi - Ajaccio
- surface : asphalte
- participants : 94 équipages au départ, 48 équipages classés à l'arrivée[48]

La première étape (très courte avec seulement quatre spéciales) se termine à l'avantage de Sainz (Toyota Celica), la Lancia de Loubet, ayant été retardée par une crevaison lors de la troisième spéciale. Auriol (Lancia) est en embuscade, à seulement trois secondes du leader. Il se porte en tête de la course dès le début de la deuxième étape, qu'il termine avec une vingtaine de secondes d'avance sur Loubet, bien revenu et auteur de chronos impressionnants. Sainz, quant à lui, frôle le pire, lorsqu'au beau milieu de la septième spéciale, à environ 150 km/h, il se trouve nez-à-nez avec une voiture effectuant un demi-tour. Il évite la 205 du conducteur inconscient de justesse mais, assez refroidi par l'incident, il baisse nettement le rythme et termine la journée avec une plus d'une minute de retard sur le leader. La course reste très ouverte au début de la troisième étape, Loubet continuant à grappiller quelques secondes sur Auriol avant d'être victime d'un bris de cardan, perdant ainsi quatre minutes et toute chance de victoire. Auriol perd un adversaire de taille, mais doit encore composer avec un Sainz de nouveau très rapide après sa frayeur de la veille. Le pilote français maintient néanmoins son avance, et emporte son troisième Tour de Corse consécutif, malgré de sérieux problèmes de transmission (nécessitant le remplacement en urgence du différentiel avant) lors de la dernière journée. 
Classement : 
1. Didier Auriol - Bernard Occelli (Lancia Delta HF Integrale 16v) en 6 h 45 min 16 s
2. Carlos Sainz - Luís Moya (Toyota Celica GT-4) à 36 s
3. François Chatriot - Michel Périn (BMW M3) à 3 min 49 s
4. Bruno Saby - Daniel Grataloup (Lancia Delta HF Integrale 16v) à 5 min 56 s
5. Raimund Baumschlager - Ruben Zeltner (Volkswagen Golf GTI 16v) à 36 min 10 s
6. Laurent Poggi - Edouard Buresi (Citroën AX Sport) à 38 min 14 s
7. Claude Balesi - Jean-Paul Cirindini (Renault 5 GT Turbo) à 38 min 49 s
8. Alain Oreille - Michel Roissard (Renault 5 GT Turbo) à 40 min 21 s
9. Paola De Martini - Umberta Gibellini (Audi 90 Quattro) à 46 min 4 s
10. Sylvain Polo - Hervé Sauvage (Renault 5 GT Turbo) à 46 min 40 s

Hommes de tête : 
- ES1 à 2 : Yves Loubet - Jean-Paul Chiaroni (Lancia Delta HF Integrale 16v)
- ES1, ES3 à 4 : Carlos Sainz - Luís Moya (Toyota Celica GT-4)
- ES5 à 30 : Didier Auriol - Bernard Occelli (Lancia Delta HF Integrale 16v)

Vainqueurs épreuves spéciales : 
- Didier Auriol - Bernard Occelli (Lancia Delta HF Integrale 16v) : 17 spéciales
- Carlos Sainz - Luís Moya (Toyota Celica GT-4) : 9 spéciales
- Yves Loubet - Jean-Paul Chiaroni (Lancia Delta HF Integrale 16v) : 8 spéciales
- François Chatriot - Michel Périn (BMW M3) : 1 spéciale

### 35eédition(1991)
- 5e manche du championnat du monde des rallyes 1991
- départ : 28 avril 1991 à Ajaccio
- arrivée : 1er mai 1991 à Ajaccio
- distance : 1 384,51 km (dont 625,91 km sur 27 spéciales)
- 4 étapes : Ajaccio - Ajaccio, Ajaccio - Bastia, Bastia - Calvi et Calvi - Ajaccio
- surface : asphalte
- participants : 100 équipages au départ, 43 équipages classés à l'arrivée[50]

Dès les premières spéciales, la course est très disputée entre les Lancia d'Auriol et Loubet, la Ford Sierra de Delecour et les Toyota de Sainz et Schwarz. Une nouvelle fois malchanceux, Loubet est rapidement écarté des avant-postes : au cours de la troisième spéciale, son siège se détache, lui faisant perdre le contrôle; la Delta se retrouve en équilibre sur le parapet, Loubet perd dix minutes et toute chance de victoire. Schwarz termine la première étape en tête avec une courte avance sur Delecour et Sainz. 
Delecour prend la tête au début de la deuxième journée, Schwarz ayant effectué un tête-à-queue et Sainz perdant une minute lors du remplacement de la pompe de l'échangeur air-eau. Schwarz repasse rapidement Delecour, avant de sortir de la route dans la dixième spéciale. Delecour et Auriol terminent cette deuxième étape à égalité, 19 secondes seulement devant Sainz qui a refait une grosse partie de son retard. Le lendemain, Delecour reprend l'avantage, avant d'être victime de son moteur dans la dix-septième épreuve. La victoire se joue alors entre Auriol et Sainz, le pilote espagnol terminant l'étape avec onze secondes d'avance. La course reste ouverte, mais la quatrième et dernière journée est nettement dominée par Sainz, qui l'emporte finalement avec plus d'une minute d'avance sur Auriol. 
Classement : 
1. Carlos Sainz - Luís Moya (Toyota Celica GT-4) en 7 h 5 min 29 s
2. Didier Auriol - Bernard Occelli (Lancia Delta HF Integrale 16v) à 1 min 5 s
3. Franco Cunico - Stefano Evangelisti (Ford Sierra RS Cosworth 4x4) à 6 min 10 s
4. Marc Duez - Klaus Wicha (Toyota Celica GT-4) à 7 min 43 s
5. Malcolm Wilson - Nicky Grist (Ford Sierra RS Cosworth 4x4) à 11 min 50 s
6. Yves Loubet - Jean-Paul Chiaroni (Lancia Delta HF Integrale 16v) à 18 min 43 s
7. Patrick Bernardini - Philippe Dran (BMW M3) à 18 min 56 s
8. Philippe Bugalski - Denis Giraudet (Renault Clio 16S) à 19 min 23 s
9. François Chatriot - Michel Périn (Subaru Legacy RS) à 31 min 27 s
10. Jean-Pierre Manzagol - Georges Monti (Renault 5 GT Turbo) à 49 min 25 s

Hommes de tête : 
- ES1, ES17 à 27 : Carlos Sainz - Luís Moya (Toyota Celica GT-4)
- ES2 à 4, ES6 à 9 : Armin Schwarz - Arne Hertz (Toyota Celica GT-4)
- ES5, ES10 à 16 : François Delecour - Anne-Chantal Pauwels (Ford Sierra RS Cosworth 4x4)
- ES13, ES17 : Didier Auriol - Bernard Occelli (Lancia Delta HF Integrale 16v)

Vainqueurs épreuves spéciales : 
- Carlos Sainz - Luís Moya (Toyota Celica GT-4) : 12 spéciales
- François Delecour - Anne-Chantal Pauwels (Ford Sierra RS Cosworth 4x4) : 8 spéciales
- Didier Auriol - Bernard Occelli (Lancia Delta HF Integrale 16v) : 2 spéciales
- Armin Schwarz - Arne Hertz (Toyota Celica GT-4) : 2 spéciales
- François Chatriot - Michel Périn (Subaru Legacy RS) : 2 spéciales
- Yves Loubet - Jean-Paul Chiaroni (Lancia Delta HF Integrale 16v) : 1 spéciale

### 36eédition(1992)
- 5e manche du championnat du monde des rallyes 1992
- départ : 3 mai 1992 à Ajaccio
- arrivée : 6 mai 1992 à Ajaccio
- distance : 1 225,72 km (dont 513,58 km sur 23 spéciales) - 27 spéciales initialement prévues (622,31 km), annulation des ES24, 25, 26 et 27
- 4 étapes : Ajaccio - Ajaccio, Ajaccio - Bastia, Bastia - Calvi et Calvi - Ajaccio
- surface : asphalte
- participants : 105 équipages au départ, 46 équipages classés à l'arrivée[52]

Impressionnante démonstration d'Auriol (Lancia), qui prend la tête dès la première spéciale et domine de bout en bout, emportant son quatrième Tour de Corse avec une confortable avance sur la Sierra Cosworth de Delecour. Très rapides l'an passé, les Toyota Celica de Sainz et Schwarz ont dû faire face à des problèmes de pneumatiques perdant rapidement leur efficacité lors des longues spéciales, et n'ont pu se mêler à la course en tête. 
Classement : 
1. Didier Auriol - Bernard Occelli (Lancia Delta HF Integrale 16v) en 5 h 34 min 49 s
2. François Delecour - Daniel Grataloup (Ford Sierra RS Cosworth 4x4) à 1 min 26 s
3. Philippe Bugalski - Denis Giraudet (Lancia Delta HF Integrale 16v) à 3 min 15 s
4. Carlos Sainz - Luís Moya (Toyota Celica Turbo 4WD) à 4 min 33 s
5. Armin Schwarz - Arne Hertz (Toyota Celica Turbo 4WD) à 5 min 53 s
6. Andrea Aghini - Sauro Farnocchia (Lancia Delta HF Integrale 16v) à 7 min 30 s
7. Massimo Biasion - Tiziano Siviero (Ford Sierra RS Cosworth 4x4) à 7 min 32 s
8. Piero Liatti - Luciano Tedeschini (Lancia Delta HF Integrale 16v) à 13 min 53 s
9. Jean Ragnotti - Gilles Thimonier (Renault Clio 16S) à 20 min 20 s
10. Alain Oreille - Jean-Marc Andrié (Renault Clio 16S) à 26 min 14 s

Hommes de tête : 
- ES1 à 23 : Didier Auriol - Bernard Occelli (Lancia Delta HF Integrale 16v)

Vainqueurs épreuves spéciales : 
- Didier Auriol - Bernard Occelli (Lancia Delta HF Integrale 16v) : 18 spéciales
- François Delecour - Daniel Grataloup (Ford Sierra RS Cosworth 4x4) : 7 spéciales
- Andrea Aghini - Sauro Farnocchia (Lancia Delta HF Integrale 16v) : 2 spéciales

### 37eédition(1993)
- 5e manche du championnat du monde des rallyes 1993
- départ : 2 mai 1993 à Ajaccio
- arrivée : 4 mai 1993 à Ajaccio
- distance : 1 130,95 km (dont 574,54 km sur 24 spéciales)
- 3 étapes : Ajaccio - Ajaccio, Ajaccio - Bastia et Bastia - Ajaccio
- surface : asphalte
- participants : 84 équipages au départ, 44 équipages classés à l'arrivée[53]

Comme l'année précédente, on assiste à un duel entre Auriol, désormais sur Toyota Celica, et Delecour, qui dispose maintenant de l'Escort Cosworth, plus maniable que la Sierra sa devancière. L'Escort se montre très efficace sur les routes corses, et permet à un Delecour en très grande forme de mener l'épreuve de bout en bout, reléguant Auriol à plus d'une minute malgré des problèmes de moteur dans la seconde étape. 
Classement : 
1. François Delecour - Daniel Grataloup (Ford Escort RS Cosworth) en 6 h 14 min 41 s
2. Didier Auriol - Bernard Occelli (Toyota Celica Turbo 4WD) à 1 min 2 s
3. François Chatriot - Denis Giraudet (Toyota Celica Turbo 4WD) à 2 min 42 s
4. Carlos Sainz - Luís Moya (Lancia Delta HF Integrale 16v) à 3 min 48 s
5. Colin McRae - Derek Ringer (Subaru Legacy RS) à 9 min 3 s
6. Bernard Béguin - Jean-Paul Chiaroni (Ford Escort RS Cosworth) à 16 min 31 s
7. Massimo Biasion - Tiziano Siviero (Ford Escort RS Cosworth) à 18 min 58 s
8. Jean Ragnotti - Gilles Thimonier (Renault Clio Williams) à 21 min 30 s
9. Alain Oreille - Jean-Marc Andrié (Renault Clio Williams) à 24 min 7 s
10. Giovanni Manfrinato - Claudio Condotta (Ford Escort RS Cosworth) à 40 min 49 s

Hommes de tête : 
- ES1 à 24 : François Delecour - Daniel Grataloup (Ford Escort RS Cosworth)

Vainqueurs épreuves spéciales : 
- François Delecour - Daniel Grataloup (Ford Escort RS Cosworth) : 15 spéciales
- Didier Auriol - Bernard Occelli (Toyota Celica Turbo 4WD) : 6 spéciales
- François Chatriot - Denis Giraudet (Toyota Celica Turbo 4WD) : 2 spéciales
- Andrea Aghini - Sauro Farnocchia (Lancia Delta HF Integrale 16v) : 2 spéciales
- Massimo Biasion - Tiziano Siviero (Ford Escort RS Cosworth) : 1 spéciale
- Carlos Sainz - Luís Moya (Lancia Delta HF Integrale 16v) : 1 spéciale

### 38eédition(1994)
- 4e manche du championnat du monde des rallyes 1994
- départ : 5 mai 1994 à Ajaccio
- arrivée : 7 mai 1994 à Ajaccio
- distance : 1 207,74 km (dont 555,87 km sur 23 spéciales)
- 3 étapes : Ajaccio - Bastia, Bastia - Calvi et Calvi - Ajaccio
- surface : asphalte
- participants : 84 équipages au départ, 43 équipages classés à l'arrivée[54]

Auriol et sa Toyota dominent nettement la première journée, emportant toutes les spéciales. À l'issue de la première étape, Sainz (Subaru), son principal adversaire, accuse un retard de 35 secondes. Auriol conserve son avantage le lendemain, mais le pilote espagnol s'est montré très rapide sur certains secteurs et la course reste ouverte au départ de la dernière journée. Sainz, survolté, parvient à réduire l'écart à 9 secondes, mais perd toute chance de victoire lors de la vingtième spéciale, victime d'une casse de la barre anti-roulis provoquant une usure prématurée des pneumatiques. Comptant désormais plus de 50 secondes d'avance, Auriol n'est plus inquiété et emporte son cinquième Tour de Corse. 
Classement : 
1. Didier Auriol - Bernard Occelli (Toyota Celica Turbo 4WD) en 5 h 57 min 46 s
2. Carlos Sainz - Luís Moya (Subaru Impreza 555) à 56 s
3. Andrea Aghini - Sauro Farnocchia (Toyota Celica Turbo 4WD) à 2 min 11 s
4. Juha Kankkunen - Nicky Grist (Toyota Celica Turbo 4WD) à 2 min 43 s
5. Massimo Biasion - Tiziano Siviero (Ford Escort RS Cosworth) à 4 min 47 s
6. Bruno Thiry - Stéphane Prévot (Ford Escort RS Cosworth) à 4 min 59 s
7. Patrick Bernardini - Rocky Demedardi (Ford Escort RS Cosworth) à 15 min 47 s
8. Jean Ragnotti - Gilles Thimonier (Renault Clio Williams) à 19 min 44 s
9. Serge Jordan - Jack Boyère (Renault Clio Williams) à 23 min 1 s
10. Marco Massarotto - Jean-Pierre Gordon (BMW M3) à 27 min 20 s

Hommes de tête : 
- ES1 à 23 : Didier Auriol - Bernard Occelli (Toyota Celica Turbo 4WD)

Vainqueurs épreuves spéciales : 
- Didier Auriol - Bernard Occelli (Toyota Celica Turbo 4WD) : 13 spéciales
- Carlos Sainz - Luís Moya (Subaru Impreza 555) : 9 spéciales
- Bruno Thiry - Stéphane Prévot (Ford Escort RS Cosworth) : 1 spéciale

### 39eédition(1995)
- 4e manche du championnat du monde des rallyes 1995
- départ : 3 mai 1995 à Ajaccio
- arrivée : 5 mai 1995 à Ajaccio
- distance : 1 233,38 km (dont 489,07 km sur 22 spéciales)
- 3 étapes : Ajaccio - Bastia, Bastia - Calvi et Calvi - Ajaccio
- surface : asphalte
- participants : 91 équipages au départ, 44 équipages classés à l'arrivée[55]

Les Ford Escort se montrent les plus rapides, particulièrement celle de Thiry. Le pilote belge prend l'avantage dès le début de la première étape sur son coéquipier Delecour. Six secondes les séparent au terme de cette première journée. En troisième position, Auriol (Toyota) compte déjà un retard de 30 secondes. Thiry confirme sa supériorité lors de la deuxième étape, qu'il termine avec 35 secondes d'avance sur Delecour, ralenti par des problèmes de boîte de vitesses, menacé par Auriol, plus à l'aise que la veille, à 2 secondes. Le leader accentue encore son avance en début de troisième étape : à trois spéciales de l'arrivée, avec une marge de 50 secondes sur Auriol et de 56 secondes sur Delecour, il semble avoir course gagnée. Malheureusement pour lui, lors de la vingtième spéciale, le roulement avant gauche casse. Thiry parvient à terminer la spéciale, et conserve alors une avance de 40 secondes, mais le nouveau règlement (très contesté), limitant les zones d'assistance, impose à l'équipage d'effectuer la réparation sans aide extérieure et uniquement avec les pièces de rechange embarquées. Les mécaniciens peuvent uniquement le guider, mais en pure perte car l'équipage ne peut disposer d'un roulement neuf... C'est l'abandon, pour une panne ne demandant habituellement que dix minutes d'intervention. Auriol se retrouve en tête, et emporte son sixième Tour de Corse avec 15 secondes d'avance sur Delecour. 
Classement : 
1. Didier Auriol - Denis Giraudet (Toyota Celica GT-4) en 5 h 14 min 49 s
2. François Delecour - Cathy François (Ford Escort RS Cosworth) à 15 s
3. Andrea Aghini - Sauro Farnocchia (Mitsubishi Lancer Evolution 3) à 57 s
4. Carlos Sainz - Luís Moya (Subaru Impreza 555) à 1 min 18 s
5. Colin McRae - Derek Ringer (Subaru Impreza 555) à 1 min 43 s
6. Piero Liatti - Alessandro Alessandrini (Subaru Impreza 555) à 2 min 27 s
7. Patrick Bernardini - Jean-Marc Andrié (Ford Escort RS Cosworth) à 3 min 5 s
8. Tommi Mäkinen - Seppo Harjanne (Mitsubishi Lancer Evolution 3) à 4 min 50 s
9. Philippe Bugalski - Jean-Paul Chiaroni (Renault Clio Maxi) à 5 min 36 s
10. Juha Kankkunen - Nicky Grist (Toyota Celica GT-4) à 10 min 1 s

Hommes de tête : 
- ES1 : François Delecour - Cathy François (Ford Escort RS Cosworth)
- ES1 à 20 : Bruno Thiry - Stéphane Prévot (Ford Escort RS Cosworth)
- ES21 à 22 : Didier Auriol - Denis Giraudet (Toyota Celica GT-4)

Vainqueurs épreuves spéciales : 
- Bruno Thiry - Stéphane Prévot (Ford Escort RS Cosworth) : 12 spéciales
- Didier Auriol - Denis Giraudet (Toyota Celica GT-4) : 6 spéciales
- François Delecour - Cathy François (Ford Escort RS Cosworth) : 4 spéciales
- Andrea Aghini - Sauro Farnocchia (Mitsubishi Lancer Evolution 3) : 1 spéciale
- Piero Liatti - Alessandro Alessandrini (Subaru Impreza 555) : 1 spéciale
- Colin McRae - Derek Ringer (Subaru Impreza 555) : 1 spéciale

### 40eédition(1996)
- 3e manche du championnat du monde « deux litres » 1996
- départ : 29 avril 1996 à Ajaccio
- arrivée : 1er mai 1996 à Ajaccio
- distance : 1 054,15 km (dont 480,43 km sur 20 spéciales)
- 3 étapes
- surface : asphalte
- participants : 53 équipages au départ, 33 équipages classés à l'arrivée[56]

L'édition 1996 ne fait pas partie du championnat du monde des rallyes, mais compte pour le championnat « deux litres ». Face aux traditionnelles Ford Escort et Subaru Impreza, les Kit-Cars à deux roues motrices (Renault Maxi Mégane, Peugeot 306 Maxi) concourent également pour la victoire. 
Les routes sont humides au départ de l'épreuve. Bugalski (Mégane Kit-Car) est le premier leader au terme de la première spéciale, alors que Bernardini (Escort Cosworth), un des favoris de l'épreuve, est victime d'une crevaison et concède trois minutes et demie. La Subaru de Massarotto pointe en tête lors de la spéciale suivante, mais Bugalski le repasse aussitôt et ne sera plus rattrapé. Bernardini entame une impressionnante remontée jusqu'à la deuxième place malgré une touchette et une collision avec un veau, mais une nouvelle crevaison dans l'avant-dernière spéciale lui fait perdre deux minutes supplémentaires et trois places. Bugalski emporte son premier Tour de Corse devant la 306 Maxi de Panizzi, très rapide lors des dernières spéciales disputées sur sol sec. 
Classement : 
1. Philippe Bugalski - Jean-Paul Chiaroni (Renault Maxi Mégane) en 5 h 18 min 36 s
2. Gilles Panizzi - Hervé Panizzi (Peugeot 306 Maxi) à 2 min 7 s
3. Marco Massarotto - Yves Bouzat (Subaru Impreza 555) à 2 min 23 s
4. François Delecour - Daniel Grataloup (Peugeot 306 Maxi) à 2 min 36 s
5. Patrick Bernardini - Cathy François (Ford Escort RS Cosworth) à 3 min 2 s
6. François Chatriot - Dominique Savignoni (Peugeot 306 Maxi) à 3 min 47 s
7. Andrea Navarra - Renzo Casazza (Subaru Impreza 555) à 7 min 20 s
8. Olivier Burri - Christophe Hofmann (Subaru Impreza 555) à 10 min 48 s
9. Claude Balesi - Jean-Paul Cirindini (Renault Clio Maxi) à 14 min 54 s
10. Jean Ragnotti - Gilles Thimonier (Renault Maxi Mégane) à 16 min 39 s

Hommes de tête : 
- ES1, ES3 à 20 : Philippe Bugalski - Jean-Paul Chiaroni (Renault Maxi Mégane)
- ES2 : Marco Massarotto - Yves Bouzat (Subaru Impreza 555)

Vainqueurs épreuves spéciales : 
- Patrick Bernardini - Cathy François (Ford Escort RS Cosworth) : 14 spéciales
- Philippe Bugalski - Jean-Paul Chiaroni (Renault Maxi Mégane) : 4 spéciales
- François Delecour - Daniel Grataloup (Peugeot 306 Maxi) : 1 spéciale
- Gilles Panizzi - Hervé Panizzi (Peugeot 306 Maxi) : 1 spéciale

## La période WRC: 1997-2008

### 41eédition(1997)
- 6e manche du championnat du monde des rallyes 1997
- départ : 5 mai 1997 à Ajaccio
- arrivée : 7 mai 1997 à Ajaccio
- distance : 998,16 km (dont 408,02 km sur 18 spéciales)
- 3 étapes : Ajaccio - Propriano - Ajaccio, Ajaccio - Cargèse - Ajaccio et Ajaccio - Quenza - Ajaccio
- surface : asphalte
- participants : 60 équipages au départ, 39 équipages classés à l'arrivée[57]

La course est très disputée entre les deux Peugeot 306 Maxi de Delecour et Panizzi, la Ford Escort de Sainz et la Subaru de McRae. L'Écossais emporte la première spéciale devant les deux 306, mais est ensuite handicapé par l'usure rapide de ses pneumatiques. Très rapides sur sol sec, les 306 prennent l'avantage et, malgré une averse en fin de journée, terminent la première étape aux deux premières places, Panizzi devançant Delecour de 5 secondes. Sainz, retardé par une touchette lors du premier chrono, est alors troisième à 19 secondes. Au début de la deuxième journée, Panizzi et McRae, partis en pneus slicks, perdent plus de 40 secondes sur le sol mouillé. Delecour prend la tête, bientôt rejoint par Sainz. Les deux pilotes sont ex æquo à l'issue de la deuxième étape, 9 secondes devant Panizzi, et 19 devant McRae, qui a refait une bonne partie de son retard, emportant les trois dernières spéciales du jour. Tout se joue dans la dernière journée. Delecour reprend une seconde à Sainz avant d'être légèrement retardé par des ennuis d'embrayage. Sainz prend la tête mais les positions restent très serrées : avant la dernière spéciale, il ne compte que 7 secondes d'avance sur Panizzi et McRae, et 13 sur Delecour. McRae reprend 15 secondes sur ce dernier tronçon, disputé sous la pluie, et remporte in extremis son premier succès en Corse, avec finalement seulement 8 secondes d'avance sur Sainz. 
Classement : 
1. Colin McRae - Nicky Grist (Subaru Impreza WRC) en 4 h 31 min 8 s
2. Carlos Sainz - Luís Moya (Ford Escort WRC) à 8 s# Gilles Panizzi - Hervé Panizzi (Peugeot 306 Maxi) à 38 s
3. François Delecour - Daniel Grataloup (Peugeot 306 Maxi) à 55 s
4. Piero Liatti - Fabrizia Pons (Subaru Impreza WRC) à 1 min 59 s
5. Philippe Bugalski - Jean-Paul Chiaroni (Renault Maxi Mégane) à 6 min 40 s
6. Serge Jordan - Jack Boyère (Renault Maxi Mégane) à 8 min 28 s
7. Uwe Nittel - Tina Thörner (Mitsubishi Lancer Evo 3) à 9 min 40 s
8. Armin Schwarz - Phil Mills (Ford Escort WRC) à 10 min 35 s
9. Francis Mariani - Gilles Thimonier (Subaru Impreza 555) à 13 min 47 s

Hommes de tête : 
- ES1, ES18 : Colin McRae - Nicky Grist (Subaru Impreza WRC)
- ES2 à 6 : Gilles Panizzi - Hervé Panizzi (Peugeot 306 Maxi)
- ES7 à 10, ES12 à 13 : François Delecour - Daniel Grataloup (Peugeot 306 Maxi)
- ES10 à 12, ES14 à 17 : Carlos Sainz - Luís Moya (Ford Escort WRC)

Vainqueurs épreuves spéciales : 
- Colin McRae - Nicky Grist (Subaru Impreza WRC) : 8 spéciales
- Gilles Panizzi - Hervé Panizzi (Peugeot 306 Maxi) : 5 spéciales
- Carlos Sainz - Luís Moya (Ford Escort WRC) : 4 spéciales
- François Delecour - Daniel Grataloup (Peugeot 306 Maxi) : 3 spéciales
- Piero Liatti - Fabrizia Pons (Subaru Impreza WRC) : 1 spéciale

### 42eédition(1998)
- 6e manche du championnat du monde des rallyes 1998
- départ : 4 mai 1998 à Ajaccio
- arrivée : 6 mai 1998 à Ajaccio
- distance : 1 145,69 km (dont 376,55 km sur 17 spéciales) - 18 spéciales initialement prévues (399,18 km), annulation de l'ES16
- 3 étapes : Ajaccio - Propriano - Ajaccio, Ajaccio - Corte - Ajaccio et Ajaccio - Propriano - Ajaccio
- surface : asphalte
- participants : 80 équipages au départ, 45 équipages classés à l'arrivée[58]

Malgré une crevaison lors de la deuxième spéciale, McRae (Subaru) prend l'avantage sous la pluie et termine la première étape avec 20 secondes d'avance sur la 306 Maxi de Delecour et plus de 30 sur la Toyota de Sainz. Le lendemain, les routes sèchent progressivement et l'Écossais profite des conditions d'adhérence changeantes, qui pénalisent les « deux roues motrices », pour accentuer les écarts. Il termine cette deuxième journée 47 secondes devant Sainz. Avec un retard de plus d'une minute, Delecour a rétrogradé à la quatrième place, derrière la Subaru de Liatti. La dernière étape, disputée sur des routes sèches, est favorable aux 306, mais McRae compte suffisamment d'avance pour conserver la tête de la course et remporter son deuxième Tour de Corse. Delecour reprend 50 secondes au leader et retrouve la seconde place, Sainz ayant perdu plus de 3 minutes sur crevaison lors de la quinzième spéciale. 
Classement : 
1. Colin McRae - Nicky Grist (Subaru Impreza WRC) en 4 h 2 min 46 s 9
2. François Delecour - Daniel Grataloup (Peugeot 306 Maxi) à 27 s 2
3. Piero Liatti - Fabrizia Pons (Subaru Impreza WRC) à 30 s 0
4. Gilles Panizzi - Hervé Panizzi (Peugeot 306 Maxi) à 36 s 1
5. Bruno Thiry - Stéphane Prévot (Ford Escort WRC) à 45 s 8
6. Didier Auriol - Denis Giraudet (Toyota Corolla WRC) à 2 min 39 s 3
7. Fabien Doenlen - Jean-Marc Andrié (Citroën Xsara Kit-Car) à 4 min 1 s 1
8. Carlos Sainz - Luís Moya (Toyota Corolla WRC) à 4 min 3 s 5
9. Juha Kankkunen - Juha Repo (Ford Escort WRC) à 4 min 47 s 6
10. Patrick Magaud - Michel Périn (Citroën Xsara Kit-Car) à 8 min 12 s 2

Hommes de tête : 
- ES1, ES5 à 18 : Colin McRae - Nicky Grist (Subaru Impreza WRC)
- ES2 : Tommi Mäkinen - Risto Mannisenmäki (Mitsubishi Lancer Evo 5)
- ES3 à 4 : Carlos Sainz - Luís Moya (Toyota Corolla WRC)

Vainqueurs épreuves spéciales : 
- Colin McRae - Nicky Grist (Subaru Impreza WRC) : 5 spéciales
- Piero Liatti - Fabrizia Pons (Subaru Impreza WRC) : 4 spéciales
- Bruno Thiry - Stéphane Prévot (Ford Escort WRC) : 4 spéciales
- Carlos Sainz - Luís Moya (Toyota Corolla WRC) : 3 spéciales
- François Delecour - Daniel Grataloup (Peugeot 306 Maxi) : 2 spéciales
- Gilles Panizzi - Hervé Panizzi (Peugeot 306 Maxi) : 1 spéciale

### 43eédition(1999)
- 6e manche du championnat du monde des rallyes 1999
- départ : 7 mai 1999 à Ajaccio
- arrivée : 9 mai 1999 à Ajaccio
- distance : 1 077,44 km (dont 353,05 km sur 16 spéciales) - 17 spéciales initialement prévues (373,99 km), annulation de l'ES5
- 3 étapes : Ajaccio - Propriano - Ajaccio, Ajaccio - Corte - Ajaccio et Ajaccio - Campo dell'Oro - Ajaccio
- surface : asphalte
- participants : 138 équipages au départ, 85 équipages classés à l'arrivée[59]

Pilotées par Delecour et Panizzi, première apparition en course pour les Peugeot 206 WRC. Delecour occupe brièvement la tête en début d'épreuve, mais le parcours principalement disputé sur routes sèches donne l'avantage aux Citroën Xsara Kit-Car qui réalisent le doublé, Bugalski l'emportant devant Puras et la Toyota de Sainz, qui termine premier des WRC après l'abandon de Delecour dans la dernière spéciale. 
Classement : 
1. Philippe Bugalski - Jean-Paul Chiaroni (Citroën Xsara Kit-Car) en 3 h 44 min 35 s 7
2. Jesús Puras - Marc Martí (Citroën Xsara Kit-Car) à 34 s 7
3. Carlos Sainz - Luís Moya (Toyota Corolla WRC) à 1 min 9 s 3
4. Colin McRae - Nicky Grist (Ford Focus WRC) à 1 min 18 s 1
5. Didier Auriol - Denis Giraudet (Toyota Corolla WRC) à 1 min 32 s 6
6. Tommi Mäkinen - Risto Mannisenmäki (Mitsubishi Lancer Evo 6) à 2 min 50 s 4
7. Richard Burns - Robert Reid (Subaru Impreza WRC) à 3 min 6 s 9
8. Freddy Loix - Sven Smeets (Mitsubishi Carisma GT Evo 6) à 5 min 51 s 7
9. Piero Liatti - Carlo Cassina (Seat Cordoba WRC) à 7 min 5 s 9
10. Tapio Laukkanen - Kaj Lindström (Renault Maxi Mégane) à 9 min 57 s 1

Hommes de tête : 
- ES1 : Colin McRae - Nicky Grist (Ford Focus WRC)
- ES2 : François Delecour - Daniel Grataloup (Peugeot 206 WRC)
- ES3 à 17 : Philippe Bugalski - Jean-Paul Chiaroni (Citroën Xsara Kit-Car)

Vainqueurs épreuves spéciales : 
- Philippe Bugalski - Jean-Paul Chiaroni (Citroën Xsara Kit-Car) : 9 spéciales
- Jesús Puras - Marc Martí (Citroën Xsara Kit-Car) : 4 spéciales
- Colin McRae - Nicky Grist (Ford Focus WRC) : 1 spéciale
- François Delecour - Daniel Grataloup (Peugeot 206 WRC) : 1 spéciale
- Didier Auriol - Denis Giraudet (Toyota Corolla WRC) : 1 spéciale

### 44eédition(2000)
- 11e manche du championnat du monde des rallyes 2000
- départ : 29 septembre 2000 à Ajaccio
- arrivée : 1er octobre 2000 à Ajaccio
- distance : 1 126,21 km dont 389,41 km sur 18 spéciales (dont une, l'ES8, a été annulée)
- 3 étapes : Ajaccio - Vignetta - Ajaccio, Ajaccio - Corte - Ajaccio et Ajaccio - Vignetta - Ajaccio
- surface : asphalte
- participants : 121 équipages au départ, 80 équipages à l'arrivée[61]

Nette domination des Peugeot 206 WRC de Delecour et Panizzi, qui dès la deuxième spéciale 'oublient' littéralement leurs adversaires. Les deux coéquipiers vont échanger à plusieurs reprises leurs positions en tête du rallye, mais les consignes de Peugeot Sport au cours de la dernière étape mettront fin à ce duel, afin d'assurer le doublé. Panizzi emporte son premier Tour de Corse, devant un Delecour assez déçu de n'avoir pu défendre ses chances jusqu'au bout. 
Classement : 
1. Gilles Panizzi  - Hervé Panizzi (nl)  (Peugeot 206 WRC) en 4 h 2 min 14 s 2
2. François Delecour  - Daniel Grataloup  (Peugeot 206 WRC) à 33 s 5
3. Carlos Sainz  - Luís Moya  (Ford Focus WRC) à 1 min 12 s 6
4. Richard Burns  - Robert Reid  (Subaru Impreza WRC) à 1 min 30 s 6
5. Marcus Grönholm  - Timo Rautiainen  (Peugeot 206 WRC) à 1 min 57 s 1
6. Piero Liatti  - Carlo Cassina (hu)  (Ford Focus WRC) à 2 min 53 s 8
7. Simon Jean-Joseph  - Jack Boyère  (Subaru Impreza WRC) à 3 min 9 s 5
8. Didier Auriol  - Denis Giraudet  (Seat Córdoba WRC) à 3 min 30 s 7
9. Sébastien Loeb  - Daniel Elena  (Toyota Corolla WRC) à 6 min 53 s 2
10. Fabrice Morel  - David Marty  (Peugeot 206 WRC) à 7 min 20 s 4
11. Toni Gardemeister  - Paavo Lukander  (Seat Córdoba WRC) à 7 min 20 s 5
12. Alister McRae  - David Senior (en)  (Hyundai Accent WRC) à 9 min 0 s 7
13. Benoît Rousselot  - Xavier Panseri  (Renault Maxi Mégane) à 11 min 37 s 1
14. Hamed Al-Wahaibi (en)  - Tony Sircombe  (Subaru Impreza WRC) à 14 min 50 s 7
15. Jean-Pierre Manzagol  - Sabrina de Castelli  (Peugeot 306 Maxi) à 15 min 39 s 1
16. Philippe Bugalski  - Jean-Paul Chiaroni  (Citroën Saxo Kit Car) à 19 min 58 s 9
17. Manfred Stohl  - Peter Müller  (Mitsubishi Lancer Evo 6) à 20 min 13 s 8
18. Gustavo Trelles  - Jorge del Buono  (Mitsubishi Lancer Evo 6) à 20 min 46 s 4
19. Armando Pereira  - Jean-Jacques Ferrero  (Subaru Impreza WRC) à 22 min 45 s 7
20. Jean-Marie Santoni  - Jean-Marc Casamatta  (Mitsubishi Lancer Evo 6) à 23 min 19 s 1

Hommes de tête : 
- ES1 : Richard Burns - Robert Reid (Subaru Impreza WRC)
- ES2 à 5, ES12, ES15 à 16 : François Delecour - Daniel Grataloup (Peugeot 206 WRC)
- ES6 à 11, ES 13 à 14, ES17 à 18 : Gilles Panizzi - Hervé Panizzi (Peugeot 206 WRC)

Vainqueurs épreuves spéciales : 
- Gilles Panizzi - Hervé Panizzi (Peugeot 206 WRC) : 8 spéciales
- François Delecour - Daniel Grataloup (Peugeot 206 WRC) : 4 spéciales
- Richard Burns - Robert Reid (Subaru Impreza WRC) : 3 spéciales
- Marcus Grönholm - Timo Rautiainen (Peugeot 206 WRC) : 1 spéciale
- Carlos Sainz - Luís Moya (Ford Focus WRC) : 1 spéciale

### 45eédition(2001)
- 12e manche du championnat du monde des rallyes 2001
- départ : 19 octobre 2001 à Ajaccio
- arrivée : 21 octobre 2001 à Ajaccio
- distance : 854,59 km dont 394,04 km sur 15 spéciales - 16 spéciales initialement prévues, annulation de l'ES 5
- 3 étapes (chacune au départ d'Ajaccio)
- surface : asphalte
- participants : 85 équipages au départ, 50 équipages à l'arrivée[62]

À la suite des dernières exigences de la fédération internationale, le parcours de l'épreuve est désormais concentré aux environs d'Ajaccio, où se situe l'unique parc d'assistance. Avec moins de 900 kilomètres, c'est le plus court Tour de Corse depuis sa création en 1956. Dominatrices l'an passé, les Peugeot 206 WRC, emmenées par Auriol, Grönholm et Panizzi subissent la loi de la Citroën Xsara WRC de Puras, en tête dès la deuxième spéciale, qui remportent leur premier succès en championnat du monde. Le plus rapide du clan Peugeot, Panizzi, s'incline pour 17 secondes. 
Classement : 
1. Jesús Puras  - Marc Martí  (Citroën Xsara WRC) en 3 h 58 min 35 s 5
2. Gilles Panizzi  - Hervé Panizzi  (Peugeot 206 WRC) à 17 s 5
3. Didier Auriol  - Denis Giraudet  (Peugeot 206 WRC) à 1 min 11 s 9
4. Richard Burns  - Robert Reid  (Subaru Impreza WRC) à 4 min 53 s 1
5. Petter Solberg  - Phil Mills  (Subaru Impreza WRC) à 4 min 53 s 9
6. Markko Märtin  - Michael Park  (Subaru Impreza WRC) à 5 min 21 s 6
7. Harri Rovanperä  - Risto Pietilaïnen  (Peugeot 206 WRC) à 7 min 26 s 9
8. Piero Liatti  - Carlo Cassina (hu)  (Hyundai Accent WRC) à 8 min 9 s 2
9. Alister McRae  - David Senior (en)  (Hyundai Accent WRC) à 8 min 52 s 7
10. François Delecour  - Daniel Grataloup  (Ford Focus WRC) à 10 min 6 s 1
11. Colin McRae  - Nicky Grist  (Ford Focus WRC) à 10 min 21 s 3
12. Freddy Loix  - Sven Smets  (Mitsubishi Lancer WRC) à 13 min 14 s 7
13. Sébastien Loeb  - Daniel Elena  (Citroën Saxo Super 1600) à 17 min 40 s 9
14. Andrea Dallavilla  - Giovanni Bernacchini  (Fiat Punto Super 1600) à 17 min 49 s 4
15. Giandomenico Basso  - Flavio Guglielmini  (Fiat Punto Supe 1600) à 22 min 50 s 2
16. Niall McShea  - Michael Orr  (Citroën Saxo Super 1600) à 23 min 12 s 4
17. Gustavo Trelles  - Jorge del Buono  (Mitsubishi Lancer Evo 6) à 24 min 15 s 8
18. Jean-Marc Sanchez  - Jean-François Scelo  (Mitsubishi Lancer Evo 6) à 25 min 7 s 9
19. Sergio Vallejo  - Diego Vallejo (en)  (Fiat Punto Super 1600) à 25 min 37 s 9
20. Martin Stenshorne  - Clive Jenkins  (Ford Puma Super 1600) à 27 min 16 s 6
21. Nicolas Bernardi  - Delphine Cavalier  (Peugeot 206 Super 1600) à 27 min 25 s 0
22. Manfred Stohl  - Peter Müller  (Fiat Punto Super 1600) à 28 min 0 s 6
23. Massimo Ceccato  - Mitia Dotta  (Fiat Punto Super 1600) à 30 min 19 s 4
24. Stanislav Gryazin  - Dmitri Yeremeyev  (Mitsubishi Lancer Evo 6) à 30 min 24 s 0
25. Alejandro Galanti  - Xavier Amigo  (Ford Puma Super 1600) à 30 min 59 s 5

Hommes de tête : 
- ES1 : Gilles Panizzi - Hervé Panizzi (Peugeot 206 WRC)
- ES2 à 16 : Jesús Puras - Marc Martí (Citroën Xsara WRC)

Vainqueurs épreuves spéciales : 
- Jesús Puras - Marc Martí (Citroën Xsara WRC) : 8 spéciales
- Gilles Panizzi - Hervé Panizzi (Peugeot 206 WRC) : 6 spéciales
- Colin McRae - Nicky Grist (Ford Focus WRC) : 1 spéciale
- Richard Burns - Robert Reid (Subaru Impreza WRC) : 1 spéciale

### 46eédition(2002)
- 3e manche du championnat du monde des rallyes 2002
- départ : 8 mars 2002 à Ajaccio
- arrivée : 10 mars 2002 à Ajaccio
- distance : 937,83 km dont 357,7 km sur 16 spéciales
- 3 étapes (chacune au départ d'Ajaccio)
- surface : asphalte
- participants : 61 équipages au départ, 37 équipages à l'arrivée[63]

En l'absence de l'équipe officielle Citroën, vainqueur l'an passé, écrasante domination des Peugeot 206 WRC qui réalisent le triplé. En tête de bout en bout, Panizzi enlève son deuxième Tour de Corse devant ses coéquipiers Grönholm et Burns, et la Citroën Xsara WRC de Bugalski, engagée à titre privé. 
Classement : 
1. Gilles Panizzi  - Hervé Panizzi  (Peugeot 206 WRC) en 3 h 54 min 40 s 3
2. Marcus Grönholm  - Timo Rautiainen  (Peugeot 206 WRC) à 40 s 5
3. Richard Burns  - Robert Reid  (Peugeot 206 WRC) à 52 s 4
4. Philippe Bugalski  - Jean-Paul Chiaroni  (Citroën Xsara WRC) à 2 min 2 s 0
5. Petter Solberg  - Phil Mills  (Subaru Impreza WRC) à 2 min 28 s 2
6. Carlos Sainz  - Luís Moya  (Ford Focus WRC) à 2 min 32 s 8
7. François Delecour  - Daniel Grataloup  (Mitsubishi Lancer WRC) à 5 min 7 s 8
8. Markko Märtin  - Michael Park  (Ford Focus WRC) à 5 min 20 s 0
9. Freddy Loix  - Sven Smeets  (Hyundai Accent WRC) à 6 min 13 s 8
10. Alister McRae  - David Senior  (Mitsubishi Lancer WRC) à 6 min 32 s 5

Hommes de tête : 
- ES1 à 16 : Gilles Panizzi - Hervé Panizzi (Peugeot 206 WRC)

Vainqueurs épreuves spéciales : 
- Gilles Panizzi - Hervé Panizzi (Peugeot 206 WRC) : 9 spéciales
- Richard Burns - Robert Reid (Peugeot 206 WRC) : 2 spéciales
- Petter Solberg - Phil Mills (Subaru Impreza WRC) : 2 spéciales
- Marcus Grönholm - Timo Rautiainen (Peugeot 206 WRC) : 2 spéciales
- Colin McRae - Nicky Grist (Ford Focus WRC) : 1 spéciale
- Philippe Bugalski - Jean-Paul Chiaroni (Citroën Xsara WRC) : 1 spéciale

### 47eédition(2003)
- 12e manche du championnat du monde des rallyes 2003
- départ : 16 octobre 2003 à Ajaccio
- arrivée : 19 octobre 2003 à Ajaccio
- distance : 971,75 km dont 397,4 km sur 16 spéciales
- 3 étapes (chacune au départ d'Ajaccio)
- surface : asphalte
- participants : 62 équipages au départ, 34 équipages à l'arrivée[64]

Märtin (Ford Focus WRC) est le plus rapide lors de la première étape, disputée sur routes sèches, mais un tête-à-queue dans la quatrième spéciale lui fait perdre la tête du rallye au profit de Loeb (Citroën Xsara WRC), qui termine cette première journée avec moins de 4 secondes d'avance sur la Focus de Duval. Les conditions sont beaucoup plus délicates le lendemain, de nombreuses averses locales rendant les choix de pneus très difficiles. Tous deux partis en 'slicks', Loeb et Märtin se font piéger dans la huitième spéciale, perdant de nombreuses minutes et toute chance de victoire. Duval prend la tête de la course mais est bientôt rattrapé par la Subaru de Solberg, auteur d'une brillante remontée. Le pilote norvégien s'installe en tête au terme de la deuxième étape et ne sera plus menacé. La dernière journée a pour enjeu la seconde place, Sainz (Xsara WRC) parvenant à déborder Duval dans l'ultime spéciale du rallye. 
Classement : 
1. Petter Solberg  - Phil Mills  (Subaru Impreza WRC) en 4 h 20 min 15 s 3
2. Carlos Sainz  - Marc Martí  (Citroën Xsara WRC) à 36 s 6
3. François Duval  - Stéphane Prévot  (Ford Focus WRC) à 41 s 7
4. Marcus Grönholm  - Timo Rautiainen  (Peugeot 206 WRC) à 1 min 9 s 2
5. Colin McRae  - Derek Ringer  (Citroën Xsara WRC) à 1 min 26 s 0
6. Gilles Panizzi  - Hervé Panizzi  (Peugeot 206 WRC) à 1 min 58 s 7
7. Tommi Mäkinen  - Kaj Lindström  (Subaru Impreza WRC) à 2 min 25 s 8
8. Richard Burns  - Robert Reid  (Peugeot 206 WRC) à 2 min 36 s 7
9. Philippe Bugalski  - Jean-Paul Chiaroni  (Citroën Xsara WRC) à 2 min 46 s 8
10. Mikko Hirvonen  - Jarmo Lehtinen  (Ford Focus WRC) à 3 min 55 s 4

Hommes de tête : 
- ES1 : Carlos Sainz - Marc Martí (Citroën Xsara WRC)
- ES2 à 3 : Markko Märtin - Michael Park (Ford Focus WRC)
- ES4 à 7 : Sébastien Loeb - Daniel Elena (Citroën Xsara WRC)
- ES8 à 11 : François Duval - Stéphane Prévot (Ford Focus WRC)
- ES12 à 16 : Petter Solberg - Phil Mills (Subaru Impreza WRC)

Vainqueurs épreuves spéciales : 
- Sébastien Loeb - Daniel Elena (Citroën Xsara WRC) : 5 spéciales
- Markko Märtin - Michael Park (Ford Focus WRC) : 4 spéciales
- Petter Solberg - Phil Mills (Subaru Impreza WRC) : 3 spéciales
- Carlos Sainz - Marc Martí (Citroën Xsara WRC) : 1 spéciale
- François Duval - Stéphane Prévot (Ford Focus WRC) : 1 spéciale
- Mikko Hirvonen - Jarmo Lehtinen (Ford Focus WRC) : 1 spéciale
- Gilles Panizzi - Hervé Panizzi (Peugeot 206 WRC) : 1 spéciale

### 48eédition(2004)
- 14e manche du championnat du monde des rallyes 2004
- départ : 15 octobre 2004 à Ajaccio
- arrivée : 17 octobre 2004 à Ajaccio
- distance : 1 060,72 km dont 387,8 km sur 12 spéciales
- 3 étapes (chacune au départ d'Ajaccio)
- surface : asphalte
- participants : 53 équipages au départ, 35 équipages à l'arrivée[65]

Nette domination des Ford Focus WRC de Märtin et Duval, constamment en tête lors des deux premières journées. Seul un moteur cassé sur la voiture de Duval en début de troisième étape prive Ford d'un incontestable doublé. Avec plus de deux minutes d'avance, Märtin remporte une très nette victoire sur la Citroën Xsara WRC de Loeb, à qui la deuxième place assure le titre de champion du monde. 
Classement : 
1. Markko Märtin  - Michael Park  (Ford Focus WRC) en 4 h 11 min 51 s 4
2. Sébastien Loeb  - Daniel Elena  (Citroën Xsara WRC) à 2 min 2 s 0
3. Carlos Sainz  - Marc Martí  (Citroën Xsara WRC) à 2 min 55 s 3
4. Marcus Grönholm  - Timo Rautiainen  (Peugeot 307 WRC) à 3 min 29 s 1
5. Petter Solberg  - Phil Mills  (Subaru Impreza WRC) à 5 min 6 s 3
6. Stéphane Sarrazin  - Patrick Pivato  (Subaru Impreza WRC) à 7 min 9 s 1
7. Freddy Loix  - Sven Smeets  (Peugeot 307 WRC) à 8 min 21 s 2
8. Armin Schwarz  - Manfred Hiemer  (Škoda Fabia WRC) à 9 min 8 s 3
9. Toni Gardemeister  - Paavo Lukander  (Škoda Fabia WRC) à 9 min 35 s 3
10. Mikko Hirvonen  - Jarmo Lehtinen  (Subaru Impreza WRC) à 11 min 58 s 2

Hommes de tête : 
- ES1, ES3 à 4 : François Duval - Stéphane Prévot (Ford Focus WRC)
- ES2, ES5 à 12 : Markko Märtin - Michael Park (Ford Focus WRC)

Vainqueurs épreuves spéciales : 
- Markko Märtin - Michael Park (Ford Focus WRC) : 7 spéciales
- François Duval - Stéphane Prévot (Ford Focus WRC) : 3 spéciales
- Sébastien Loeb - Daniel Elena (Citroën Xsara WRC) : 1 spéciale
- Petter Solberg - Phil Mills (Subaru Impreza WRC) : 1 spéciale

### 49eédition(2005)
- 14e manche du championnat du monde des rallyes 2005
- départ : 21 octobre 2005 à Ajaccio
- arrivée : 23 octobre 2005 à Ajaccio
- distance : 1 023,82 km dont 341,68 km sur 12 spéciales
- 3 étapes (chacune au départ d'Ajaccio)
- surface : asphalte
- participants : 57 équipages au départ, 40 équipages à l'arrivée[66]

L'épreuve est totalement dominée par Loeb (Citroën Xsara WRC), qui se montre le plus rapide dans toutes les spéciales et emporte son premier Tour de Corse avec près de deux minutes d'avance sur la Ford Focus WRC de Gardemeister. 
Classement : 
1. Sébastien Loeb  - Daniel Elena  (Citroën Xsara WRC) en 3 h 35 min 46 s 7
2. Toni Gardemeister  - Jakke Honkanen  (Ford Focus WRC) à 1 min 51 s 7
3. Petter Solberg  - Phil Mills  (Subaru Impreza WRC) à 2 min 42 s 0
4. Stéphane Sarrazin  - Denis Giraudet  (Subaru Impreza WRC) à 3 min 34 s 2
5. Roman Kresta  - Jan Tománek  (Ford Focus WRC) à 5 min 21 s 5
6. Alexandre Bengué  - Caroline Escudero  (Škoda Fabia WRC) à 5 min 27 s 8
7. Xavier Pons  - Carlos Del Barrio  (Citroën Xsara WRC) à 5 min 41 s 8
8. Nicolas Bernardi  - Jean-Marc Fortin  (Peugeot 307 WRC) à 6 min 32 s 1
9. Gigi Galli  - Guido D'Amore  (Mitsubishi Lancer WRC) à 6 min 37 s 8
10. Harri Rovanperä  - Risto Pietiläinen  (Mitsubishi Lancer WRC) à 9 min 22 s 5

Hommes de tête : 
- ES1 à 12 : Sébastien Loeb - Daniel Elena (Citroën Xsara WRC)

Vainqueurs épreuves spéciales : 
- Sébastien Loeb - Daniel Elena (Citroën Xsara WRC) : 12 spéciales

### 50eédition(2006)
- 5e manche du championnat du monde des rallyes 2006
- départ : 7 avril 2006 à Ajaccio
- arrivée : 9 avril 2006 à Ajaccio
- distance : 1 045,68 km dont 354,18 km sur 12 spéciales
- 3 étapes (chacune au départ d'Ajaccio)
- surface : asphalte
- participants : 75 équipages au départ, 60 équipages à l'arrivée[67]

Nouvelle domination de Loeb (Citroën Xsara WRC), qui prend d'emblée le dessus sur la Ford Focus WRC de Grönholm, et emporte son deuxième Tour de Corse consécutif. 
Classement : 
1. Sébastien Loeb  - Daniel Elena  (Citroën Xsara WRC) en 3 h 43 min 5 s 4
2. Marcus Grönholm  - Timo Rautiainen  (Ford Focus WRC) à 29 s 0
3. Daniel Sordo  - Marc Martí  (Citroën Xsara WRC) à 1 min 48 s 7
4. Mikko Hirvonen  - Jarmo Lehtinen  (Ford Focus WRC) à 1 min 59 s 2
5. Alexandre Bengué  - Caroline Escudero  (Peugeot 307 WRC) à 2 min 47 s 7
6. Xavier Pons  - Carlos del Barrio  (Citroën Xsara WRC) à 3 min 10 s 2
7. Manfred Stohl  - Ilka Minor  (Peugeot 307 WRC) à 5 min 1 s 3
8. Stéphane Sarrazin  - Stéphane Prévot  (Subaru Impreza WRC) à 5 min 21 s 9
9. Gigi Galli  - Giovanni Bernacchini  (Peugeot 307 WRC) à 5 min 42 s 5
10. Jan Kopecký  - Filip Schovánek  (Škoda Fabia WRC) à 6 min 11 s 4

Hommes de tête : 
- ES1 à 12 : Sébastien Loeb - Daniel Elena (Citroën Xsara WRC)

Vainqueurs épreuves spéciales : 
- Sébastien Loeb - Daniel Elena (Citroën Xsara WRC) : 6 spéciales
- Marcus Grönholm - Timo Rautiainen (Ford Focus WRC) : 3 spéciales
- Daniel Sordo - Marc Martí (Citroën Xsara WRC) : 2 spéciales
- Mikko Hirvonen - Jarmo Lehtinen (Ford Focus WRC) : 1 spéciale

### 51eédition(2007)
- 13e manche du championnat du monde des rallyes 2007
- départ : 12 octobre 2007 à Ajaccio
- arrivée : 14 octobre 2007 à Ajaccio
- distance : 1 099,10 km dont 359,32 km sur 16 spéciales (ES1 annulée)
- 3 étapes (chacune au départ d'Ajaccio)
- surface : asphalte
- participants : 74 équipages au départ, 60 équipages à l'arrivée[68]

Tout comme l'année précédente, Loeb (Citroën Xsara WRC) et Grönholm dominent nettement le reste du plateau. Grönholm mène en début de course, mais avant la fin de la première étape Loeb prend la tête du rallye. Les écarts restent faibles tout au long de l'épreuve, mais Loeb conserve son avantage jusqu'au bout et emporte son troisième succès consécutif en Corse. 
Classement : 
1. Sébastien Loeb  - Daniel Elena  (Citroën C4 WRC) en 3 h 28 min 31 s 5
2. Marcus Grönholm  - Timo Rautiainen  (Ford Focus WRC) à 23 s 7
3. Daniel Sordo  - Marc Martí  (Citroën C4 WRC) à 44 s 3
4. Jari-Matti Latvala  - Miikka Anttila  (Ford Focus WRC) à 2 min 30 s 5
5. Petter Solberg  - Phil Mills  (Subaru Impreza WRC) à 2 min 42 s 1
6. Chris Atkinson  - Stéphane Prévot  (Subaru Impreza WRC) à 3 min 53 s 8
7. Jan Kopecký  - Filip Schovánek  (Skoda Fabia WRC) à 8 min 2 s 9
8. Xavier Pons  - Xavier Amigo  (Subaru Impreza WRC) à 9 min 34 s 2
9. Henning Solberg  - Cato Menkerud  (Ford Focus WRC) à 10 min 12 s 2
10. Daniel Solà  - Carlos del Barrio  (Peugeot 207 S2000) à 17 min 57 s 6

Hommes de tête : 
- ES2 à 4 : Marcus Grönholm - Timo Rautiainen (Ford Focus WRC)
- ES5 à 16 : Sébastien Loeb - Daniel Elena (Citroën C4 WRC)

Vainqueurs épreuves spéciales : 
- Sébastien Loeb - Daniel Elena (Citroën C4 WRC) : 9 spéciales
- Daniel Sordo - Marc Martí (Citroën C4 WRC) : 4 spéciales
- Marcus Grönholm - Timo Rautiainen (Ford Focus WRC) : 2 spéciales

### 52eédition(2008)
- 13e manche du championnat du monde des rallyes 2008
- départ : 10 octobre 2008 à Ajaccio
- arrivée : 12 octobre 2008 à Ajaccio
- distance : 1 094,36 km dont 359,02 km sur 16 spéciales
- 3 étapes (chacune au départ d'Ajaccio)
- surface : asphalte
- participants : 71 équipages au départ, 54 équipages à l'arrivée[69]

On assiste à nouveau à une domination écrasante de la Citroën C4 de Loeb, en tête dès le départ et qui emporte 14 des 16 spéciales. Il gagne son quatrième Tour de Corse consécutif, devant Hirvonen (Ford Focus WRC). François Duval, second lors de la dernière étape après la crevaison de son coéquipier Hirvonen, a dû finalement appliquer les consignes d'équipe et céder sa place de dauphin dans l'ultime secteur chronométré. 
Classement : 
1. Sébastien Loeb  - Daniel Elena  (Citroën C4 WRC) en 3 h 42 min 58 s 0
2. Mikko Hirvonen  - Jarmo Lehtinen  (Ford Focus WRC) à 3 min 24 s 7
3. François Duval  - Patrick Pivato  (Ford Focus WRC) à 3 min 31 s 6
4. Jari-Matti Latvala  - Miikka Anttila  (Ford Focus WRC) à 3 min 37 s 5
5. Petter Solberg  - Phil Mills  (Subaru Impreza WRC) à 5 min 35 s 4
6. Chris Atkinson  - Stéphane Prévot  (Subaru Impreza WRC) à 6 min 10 s 4
7. Urmo Aava  - Kuldar Sikk  (Citroën C4 WRC) à 7 min 25 s 2
8. Matthew Wilson  - Scott Martin  (Ford Focus WRC) à 9 min 2 s 2
9. Mads Østberg  - Ole Kristian Unnerud  (Subaru Impreza WRC) à 9 min 13 s 3
10. Barry Clark  - Paul Nagle  (Ford Focus WRC) à 13 min 38 s 3
11. Andreas Mikkelsen  - Ola Fløene  (Ford Focus WRC) à 13 min 43 s 0

Hommes de tête : 
- ES1 à 16 : Sébastien Loeb - Daniel Elena (Citroën C4 WRC)

Vainqueurs épreuves spéciales : 
- Sébastien Loeb - Daniel Elena (Citroën C4 WRC) : 14 spéciales
- François Duval - Patrick Pivato (Ford Focus WRC) : 1 spéciale
- Jari-Matti Latvala - Miikka Anttila (Ford Focus WRC) : 1 spéciale
- Mikko Hirvonen - Jarmo Lehtinen (Ford Focus WRC) : 1 spéciale

## L'après WRC
Non retenu pour le Championnat du monde des rallyes 2009, le Tour de Corse sera remplacé dès 2010 par le Rallye d'Alsace en tant qu'épreuve française du championnat WRC. 

### 53eédition(2009)
- Epreuve comptant pour la coupe de France des rallyes
- départ : 6 novembre 2009 à Calvi
- arrivée : 8 novembre 2009 à Ajaccio
- distance : 696,93 km dont 217,94 km sur 11 spéciales
- surface : asphalte
- participants : 72 équipages au départ, 38 équipages à l'arrivée

Le Tour de Corse 2009 a vu la victoire de Pascal Trojani sur Peugeot 307 WRC, devançant de trois minutes la Mégane Kit Car de Jean-François Succi. 
Classement : 
1. Pascal Trojani - Francis Mazotti (Peugeot 307 WRC) en 2 h 37 min 28 s 8
2. Jean-François Succi - Jean-Noël Vesperini (Renault Mégane Kit Car) à 3 min 2 s 3
3. Jean-Dominique Mattei - Patrick Scipilliti (Skoda Fabia S2000) à 4 min 2 s 0
4. Thomas Privé - Thierry Barjou (Mitsubishi Lancer Evolution) à 6 min 37 s 8
5. Charles Zuccarelli - Pierre-Antoine Bonifet (Renault Clio R3) à 8 min 14 s 4
6. Bruno Langlois - Eric Fratti (BMW M3) à 9 min 53 s 6

### 54eédition(2011)
- Troisième manche du championnat IRC 2011
- départ : 12 mai 2011 à Calvi
- arrivée : 14 mai 2011 à Ajaccio
- distance : 1 161,95 km dont 297,60 km sur 13 spéciales - 14 spéciales initialement prévues (320,84 km), neutralisation de l'ES6
- 3 étapes : Calvi - Calvi, Calvi - Ajaccio et Ajaccio - Ajaccio
- surface : asphalte
- participants : 48 équipages au départ, 31 équipages à l'arrivée[71]

Domination et victoire du pilote belge Thierry Neuville sur Peugeot 207 RC, en tête dès la première spéciale du rallye. Un tête-à-queue dans l'ES3 permet à Bryan Bouffier (Peugeot 207) de réduire son retard. Bouffier passe en tête après la quatrième spéciale, mais une crevaison dans l'épreuve suivante lui fait perdre toute chance de victoire. Neuville contrôle désormais la course, devant la Skoda Fabia de Jan Kopecký. 
Classement : 
1. Thierry Neuville - Nicolas Gilsoul (Peugeot 207 S2000) en 3 h 20 min 51 s 0
2. Jan Kopecký - Petr Stary (Skoda Fabia S2000) à 15 s 5
3. Freddy Loix - Frédéric Miclotte (Skoda Fabia S2000) à 1 min 2 s 6
4. Pierre Campana - Sabrina de Castelli (Peugeot 207 S2000) à 3 min 59 s 1
5. Bruno Magalhães - Paulo Grave (Peugeot 207 S2000) à 4 min 28 s 2
6. Andreas Mikkelsen - Ola Fløene (Skoda Fabia S2000) à 4 min 30 s 1

Hommes de tête : 
- ES1 à 3 : Thierry Neuville - Nicolas Gilsoul (Peugeot 207 S2000)
- ES4 : Bryan Bouffier - Xavier Panseri (Peugeot 207 S2000)
- ES5 à 14 : Thierry Neuville - Nicolas Gilsoul (Peugeot 207 S2000)

Vainqueurs épreuves spéciales : 
- Thierry Neuville - Nicolas Gilsoul (Peugeot 207 S2000) : 8 spéciales
- Jan Kopecký - Petr Stary (Skoda Fabia S2000) : 2 spéciales
- Bryan Bouffier - Xavier Panseri (Peugeot 207 S2000) : 1 spéciale
- Guy Wilks - Phil Pugh (Peugeot 207 S2000) : 1 spéciale
- Andreas Mikkelsen - Ola Fløene (Skoda Fabia S2000) : 1 spéciale

### 55eédition(2012)
- Quatrième manche du championnat IRC 2012
- départ : 9 mai 2012 à Ajaccio
- arrivée : 12 mai 2012 à Bastia
- distance : 1 074,21 km dont 318,23 km sur 14 spéciales
- 3 étapes : Ajaccio - Calvi, Calvi - Bastia et Bastia - Bastia[73]
- surface : asphalte
- participants : 45 équipages au départ, 30 équipages à l'arrivée

Dès la première spéciale, la lutte est très serrée entre la Ford Fiesta de Basso, la Skoda Fabia de Mikkelsen et la Mini de Sordo. Premier leader, Basso compte moins d'une seconde d'avance sur Sordo et Mikkelsen à l'issue la seconde épreuve chronométrée. Ce dernier prend la tête dans la spéciale suivante, il compte alors moins 0 min 0 s 8 d'avance sur Basso et 0 min 1 s 8 sur Sordo. À l'issue de cette première journée du jeudi, le parcours de liaison ramène les concurrents à Calvi, parcours qui va être fatal à l'Italien Basso, qui doit abandonner après une touchette. Mikkelsen accentue son avance au début de la seconde étape, portant son avantage sur Sordo à sept secondes après la quatrième spéciale. Mais un contact avec un poteau dans l'épreuve suivante lui fait perdre plus de deux minutes et tout espoir de victoire. Sordo est désormais un solide leader, il termine la journée avec un avantage de vingt-cinq secondes sur la seconde Skoda pilotée par Kopecký (retardé par une sortie de route en début de rallye) et vingt-neuf sur la Peugeot 207 du pilote corse Pierre Campana, toujours bien placé.
 
Disputée le samedi, la dernière étape se déroule au Cap Corse. Si Sordo, qui gère son avance, semble difficile à rejoindre, la lutte pour la seconde place est beaucoup plus serrée entre Kopecký, Campana et Bryan Bouffier (Peugeot 207), ces trois pilotes étant regroupés en une dizaine de secondes. Kopecký réalise un excellent chrono dans la première spéciale de la journée, se rapprochant de Sordo et creusant l'écart sur Campana. Ce dernier ne s'avoue pas battu, il réalise le scratch dans l'épreuve suivante et s'empare de la deuxième place, profitant de la baisse de régime du pilote tchèque. Le pilote Skoda réagit, et il reprend sa position aussitôt après, dominant les quatre dernières spéciales du rallye, qu'il termine à 17 s 9 de Sordo, qui emporte ici sa première grande victoire internationale. Campana termine troisième, alors que Bouffier quatrième a connu quelques soucis et n'a pu se mêler à la lutte pour la seconde place.  
Classement : 
1. Dani Sordo - Carlos Del Barrio (Mini Countryman S2000) en 3 h 22 min 1 s 6
2. Jan Kopecký - Pavel Dresler (Skoda Fabia S2000) à 17 s 9
3. Pierre Campana - Sabrina de Castelli (Peugeot 207 S2000) à 32 s 4
4. Bryan Bouffier - Xavier Panseri (Peugeot 207 S2000) à 53 s 5
5. Andreas Mikkelsen - Ola Fløene (Skoda Fabia S2000) à 4 min 19 s 0
6. Craig Breen - Gareth Roberts (Peugeot 207 S2000) à 5 min 28 s 7

Hommes de tête : 
- ES1 à 2 : Giandomenico Basso - Mitia Dotta (Ford Fiesta RRC)
- ES3 à 4 : Andreas Mikkelsen - Ola Fløene (Skoda Fabia S2000)
- ES5 à 14 : Dani Sordo - Carlos Del Barrio (Mini Countryman S2000)

Vainqueurs épreuves spéciales : 
- Jan Kopecký - Pavel Dresler (Skoda Fabia S2000) : 6 spéciales
- Dani Sordo - Carlos Del Barrio (Mini Countryman S2000) : 3 spéciales
- Pierre Campana - Sabrina de Castelli (Peugeot 207 S2000) : 2 spéciales
- Giandomenico Basso - Mitia Dotta (Ford Fiesta RRC) : 1 spéciale
- Andreas Mikkelsen - Ola Fløene (Skoda Fabia S2000) : 1 spéciale
- Bryan Bouffier - Xavier Panseri (Peugeot 207 S2000) : 1 spéciale

### 56eédition(2013)
- Cinquième manche du championnat ERC 2013
- départ : 16 mai à Calvi
- arrivée : 18 mai 2013 à Ajaccio
- distance : 929,55 km dont 248,08 km sur 11 spéciales
- 2 étapes : Calvi - Ajaccio et Ajaccio - Ajaccio[75]
- surface : asphalte
- participants : 51 équipages au départ, 28 équipages à l'arrivée

Les conditions de course sont assez délicates lors de la première étape, avec des portions humides. Le pilote irlandais Craig Breen (Peugeot 207) entame le rallye sur un rythme très rapide, remportant les trois premières spéciales à l'issue desquelles il compte déjà vingt-six secondes d'avance sur Robert Kubica (Citroën DS3). Mais il part à la faute dans la quatrième, perdant une minute et vingt secondes. Kubica se retrouve en tête devant Bryan Bouffier (Peugeot 207) et Jan Kopecký (Skoda Fabia), mais abandonne peu après à cause d'un problème de pompe à essence. Bouffier devance alors Kubica de quelques secondes, mais le pilote tchèque prend l'avantage lors de la dernière spéciale du jour et termine la première étape avec près de quatre secondes d'avance sur le Français. 
Dès le début de la deuxième étape, Bouffier attaque et reprend largement la tête. Au milieu de la journée, l'écart entre les deux pilotes est de près de onze secondes, et Kopecki choisit alors de baisser le rythme pour assurer la deuxième place. Malgré une belle fin de parcours, Breen échoue pour la troisième place, devancé de trois secondes par Stéphane Sarrazin, auteur d'une course très régulière sur une (Mini Countryman) qu'il découvrait. 
Classement : 
1. Bryan Bouffier - Xavier Panseri (Peugeot 207 S2000) en 2 h 41 min 58 s 2
2. Jan Kopecký - Pavel Dresler (Skoda Fabia S2000) à 39 s 8
3. Stéphane Sarrazin - Jacques-Julien Renucci (Mini Countryman S2000) à 1 min 37 s 6
4. Craig Breen - Paul Nagle (Peugeot 207 S2000) à 1 min 40 s 8
5. François Delecour - Dominique Savignoni (Peugeot 207 S2000) à 3 min 25 s 0
6. Julien Maurin - Nicolas Klinger (Ford Fiesta RRC) à 3 min 37 s 6

Hommes de tête : 
- ES1 à 3 : Craig Breen - Paul Nagle (Peugeot 207 S2000)
- ES4 : Robert Kubica - Maciek Baran (Citroën DS3 RRC)
- ES5 : Bryan Bouffier - Xavier Panseri (Peugeot 207 S2000)
- ES6 : Jan Kopecký - Pavel Dresler (Skoda Fabia S2000)
- ES7 à ES11 : Bryan Bouffier - Xavier Panseri (Peugeot 207 S2000)

Vainqueurs épreuves spéciales : 
- Craig Breen - Paul Nagle (Peugeot 207 S2000) : 4 spéciales
- Bryan Bouffier - Xavier Panseri (Peugeot 207 S2000) : 4 spéciales
- Jan Kopecký - Pavel Dresler (Skoda Fabia S2000) : 2 spéciales
- Robert Kubica - Maciek Baran (Citroën DS3 RRC) : 1 spéciale

### 57eédition(2014)
- Onzième et dernière manche du championnat ERC 2014
- épreuve spéciale de qualification : 6 novembre 2014 (Ceccia - Pasciallelo)
- départ : 7 novembre 2014 à Porto-Vecchio
- arrivée : 8 novembre 2014 à Ajaccio
- distance : 251,5 km sur 11 spéciales
- 2 étapes : Porto-Vecchio - Ajaccio et Ajaccio - Ajaccio[76]
- surface : asphalte
- participants : 50 équipages au départ, 36 équipages à l'arrivée

La course en tête se résume en un duel serré entre les deux Ford Fiesta de Stéphane Sarrazin et Bryan Bouffier, qui se partagent les victoires en épreuves spéciales. Lors de la première étape, Sarrazin, le plus vite en action, se fait momentanément dépasser par son rival, mais reprend aussitôt l'avantage et rallie Ajaccio avec moins de deux secondes d'avance sur Bouffier. L'écart se creuse plus nettement le lendemain, Sarrazin portant rapidement son avance à vingt secondes. Bouffier essaie de résister, mais un tête-à-queue entraînant un contact avec une bordure met fin à ses derniers espoirs de victoires. Il se contente alors d'assurer sa deuxième place. Troisième sur Peugeot 208, Kevin Abbring termine à plus d'une minute et demie du vainqueur. 
Classement : 
1. Stéphane Sarrazin - Jacques-Julien Renucci (Ford Fiesta RRC) en 2 h 36 min 48 s 4
2. Bryan Bouffier - Xavier Panseri (Ford Fiesta RRC) à 18 s 9
3. Kevin Abbring - Sebastian Marshall (Peugeot 208 T16 R5) à 1 min 38 s 2
4. Éric Camilli - Benjamin Veillas (Peugeot 207 S2000) à 2 min 24 s 1
5. Romain Dumas - Denis Giraudet (Porsche 997 GT3) à 5 min 41 s 9
6. Bruno Magalhães - Carlos Magalhães (Peugeot 208 T16 R5) à 6 min 29 s 9

Hommes de tête : 
- ES1 à 2 : Stéphane Sarrazin - Jacques-Julien Renucci (Ford Fiesta RRC)
- ES3 : Bryan Bouffier - Xavier Panseri (Ford Fiesta RRC)
- ES4 à 11 : Stéphane Sarrazin - Jacques-Julien Renucci (Ford Fiesta RRC)

Vainqueurs épreuves spéciales : 
- Stéphane Sarrazin - Jacques-Julien Renucci (Ford Fiesta RRC) : 7 spéciales
- Bryan Bouffier - Xavier Panseri (Ford Fiesta RRC) : 5 spéciales

## Le retour aux origines pour le WRC: 2015 -
Le Championnat du monde des rallyes revient en Corse après 5 ans passés en Alsace. Le Tour de Corse va de nouveau être intégré au calendrier du WRC. 

### 58eédition(2015)
- Onzième manche du championnat du monde des rallyes 2015
- départ : 1er octobre 2015 à Ajaccio
- arrivée : 4 octobre 2015 à Ajaccio
- distance : 983,8 km dont 245,35 km sur 7 spéciales (9 spéciales initialement prévues, 332,73 km)
- 3 étapes : Ajaccio - Bastia, Bastia - Porto-Vecchio, Porto-Vecchio - Ajaccio[78]
- surface : asphalte
- participants : 123 équipages au départ, 96 équipages à l'arrivée[79]

En tête à l'issue de la première spéciale, Sébastien Ogier (VW Polo) est victime d'une crevaison dès la suivante, tout comme Dani Sordo (Hyundai). Le pilote gallois Elfyn Evans, sur Ford Fiesta, est en tête à l'issue de la première étape, devant un étonnant Kevin Abbring (Hyundai). Un problème de boîte de vitesses coûte dix minutes de pénalisation et toute chance de victoire à Ogier. Dès le début de la deuxième étape, Jari-Matti Latvala (VW Polo) passe à l'attaque, et prend rapidement le dessus sur Evans. Latvala assure sa victoire lors de la dernière journée, dont le principal enjeu est la seconde place, très disputée entre Evans et Andreas Mikkelsen (VW Polo), qui échoue de quelques secondes. La belle prestation d'Abbring s'est terminée dans l'avant-dernière spéciale, le pilote néerlandais étant sorti violemment de la route. L'épreuve a été perturbée par les fortes intempéries qui ont eu lieu la veille du rallye et qui ont conduit à l'annulation de deux des neuf spéciales programmées. 
Classement : 
1. Jari-Matti Latvala  - Miikka Anttila  (Volkswagen Polo R WRC) en 2 h 39 min 46 s 7
2. Elfyn Evans  - Daniel Barritt  (Ford Fiesta RS WRC) à 43 s 1
3. Andreas Mikkelsen  - Ola Fløene  (Volkswagen Polo R WRC) à 46 s 3
4. Kris Meeke  - Paul Nagle  (Citroën DS3 WRC) à 1 min 33 s 4
5. Hayden Paddon  - John Kennard  (Hyundai i20 WRC) à 1 min 53 s 6
6. Mads Østberg  - Jonas Andersson  (Citroën DS3 WRC) à 1 min 59 s 8
7. Dani Sordo  - Marc Marti  (Hyundai i20 WRC) à 2 min 10 s 4
8. Bryan Bouffier  - Thibault de la Haye  (Ford Fiesta RS WRC) à 2 min 12 s 8
9. Stéphane Sarrazin  - Jacques-Julien Renucci  (Ford Fiesta RS WRC) à 2 min 39 s 3
10. Ott Tänak  - Raigo Mölder  (Ford Fiesta RS WRC) à 3 min 43 s 0

Hommes de tête : 
- ES1 à 2 : Sébastien Ogier - Julien Ingrassia (Volkswagen Polo R WRC) et Robert Kubica - Maciej Szczepaniak (Ford Fiesta RS WRC)
- ES3 à 5 : Elfyn Evans - Daniel Barritt (Ford Fiesta RS WRC)
- ES6 à 9 : Jari-Matti Latvala - Miikka Anttila (Volkswagen Polo R WRC)

Vainqueurs épreuves spéciales : 
- Sébastien Ogier - Julien Ingrassia (Volkswagen Polo R WRC) : 4 spéciales
- Robert Kubica - Maciej Szczepaniak (Ford Fiesta RS WRC) : 1 spéciale
- Elfyn Evans - Daniel Barritt (Ford Fiesta RS WRC) : 1 spéciale
- Jari-Matti Latvala - Miikka Anttila (Volkswagen Polo R WRC) : 1 spéciale
- Dani Sordo - Marc Marti (Hyundai i20 WRC) : 1 spéciale

### 59eédition(2016)
- Onzième manche du championnat du monde des rallyes 2016
- départ : 29 septembre 2016 à Ajaccio
- arrivée : 2 octobre 2016 à Porto-Vecchio

Classement :
1. Sébastien Ogier  - Julien Ingrassia  (Volkswagen Polo R WRC) en 4 h 7 min 17 s 0
2. Thierry Neuville  - Nicolas Gilsoul  (Hyundai i20 WRC) à 46 s 4
3. Andreas Mikkelsen  - Anders Jäger  (Volkswagen Polo R WRC) à 1 min 10 s 0

### 60eédition(2017)
- Quatrième manche du championnat du monde des rallyes 2017
- départ : 6 avril 2017 à Ajaccio
- arrivée : 9 avril 2017 à Porto-Vecchio

Classement :
1. Thierry Neuville  - Nicolas Gilsoul  (Hyundai i20 Coupe WRC) en 3 h 22 min 53 s 4
2. Sébastien Ogier  - Julien Ingrassia  (Ford Fiesta WRC) à 54 s 7
3. Dani Sordo  - Marc Marti  (Hyundai i20 Coupe WRC) à 56 s 0

### 61eédition(2018)
- Quatrième manche du championnat du monde des rallyes 2018
- départ : 5 avril 2018 à Bastia
- arrivée : 8 avril 2018 à Ajaccio

Classement :
1. Sébastien Ogier  - Julien Ingrassia  (Ford Fiesta WRC) en 3 h 26 min 52 s 7
2. Ott Tänak  - Martin Järveoja  (Toyota Yaris WRC) à 36 s 1
3. Thierry Neuville  - Nicolas Gilsoul  (Hyundai i20 Coupe WRC) à 1 min 7 s 5

### 62eédition(2019)
- Quatrième manche du championnat du monde des rallyes 2019
- départ : 28 mars 2019 à Porto-Vecchio
- arrivée : 31 mars 2019 à Calvi

Classement :
1. Thierry Neuville  - Nicolas Gilsoul  (Hyundai i20 Coupe WRC) en 3 h 22 min 59 s 0
2. Sébastien Ogier  - Julien Ingrassia  (Citroën C3 WRC) à 40 s 3
3. Elfyn Evans  - Scott Martin  (Ford Fiesta WRC) à 1 min 6 s 6

## Palmarès
| Année | Pilote                                     | Copilote                                   | Voiture                                    |
| ----- | ------------------------------------------ | ------------------------------------------ | ------------------------------------------ |
| 1956  | Gilberte Thirion                           | Nadège Ferrier                             | Renault Dauphine Spéciale                  |
| 1957  | Michel Nicol                               | Roger de Lageneste                         | Alfa Romeo Giulietta SV                    |
| 1958  | Jacques Féret                              | Guy Monraisse                              | Renault Dauphine Spéciale                  |
| 1959  | Pierre Orsini                              | Jean Canonici                              | Renault Dauphine Spéciale                  |
| 1960  | Paul Ernst Strähle                         | Herbert Linge                              | Porsche 356 Carrera                        |
| 1961  | René Trautmann                             | Jean-Claude Ogier                          | Citroën DS19                               |
| 1962  | Pierre Orsini                              | Jean Canonici                              | Renault Dauphine 1093                      |
| 1963  | René Trautmann                             | Alexis Chabert                             | Citroën DS19                               |
| 1964  | Jean Vinatier                              | Roger Masson                               | Renault 8 Gordini 1100                     |
| 1965  | Pierre Orsini                              | Jean Canonici                              | Renault 8 Gordini 1300                     |
| 1966  | Jean-François Piot                         | Jean-François Jacob                        | Renault 8 Gordini 1440 proto               |
| 1967  | Sandro Munari                              | Luciano Lombardini                         | Lancia Fulvia HF                           |
| 1968  | Jean-Claude Andruet                        | Maurice Gélin                              | Alpine A110 1440                           |
| 1969  | Gérard Larrousse                           | Maurice Gélin                              | Porsche 911 R                              |
| 1970  | Bernard Darniche                           | Bernard Demange                            | Alpine A110 1600                           |
| 1971  | Épreuve annulée (pour raisons financières) | Épreuve annulée (pour raisons financières) | Épreuve annulée (pour raisons financières) |
| 1972  | Jean-Claude Andruet                        | « Biche »                                  | Alpine A110 1800 proto                     |
| 1973  | Jean-Pierre Nicolas                        | Michel Vial                                | Alpine A110 1800                           |
| 1974  | Jean-Claude Andruet                        | « Biche »                                  | Lancia Stratos HF                          |
| 1975  | Bernard Darniche                           | Alain Mahé                                 | Lancia Stratos HF                          |
| 1976  | Sandro Munari                              | Silvio Maiga                               | Lancia Stratos HF                          |
| 1977  | Bernard Darniche                           | Alain Mahé                                 | Fiat 131 Abarth                            |
| 1978  | Bernard Darniche                           | Alain Mahé                                 | Fiat 131 Abarth                            |
| 1979  | Bernard Darniche                           | Alain Mahé                                 | Lancia Stratos HF                          |
| 1980  | Jean-Luc Thérier                           | Michel Vial                                | Porsche 911 SC                             |
| 1981  | Bernard Darniche                           | Alain Mahé                                 | Lancia Stratos HF                          |
| 1982  | Jean Ragnotti                              | Jean-Marc Andrié                           | Renault 5 Turbo                            |
| 1983  | Markku Alén                                | Ilkka Kivimaki                             | Lancia Rally 037                           |
| 1984  | Markku Alén                                | Ilkka Kivimaki                             | Lancia Rally 037                           |
| 1985  | Jean Ragnotti                              | Pierre Thimonier                           | Renault 5 Maxi Turbo                       |
| 1986  | Bruno Saby                                 | Jean-François Fauchille                    | Peugeot 205 Turbo 16 évo. 2                |
| 1987  | Bernard Béguin                             | Jean-Jacques Lenne                         | BMW M3                                     |
| 1988  | Didier Auriol                              | Bernard Occelli                            | Ford Sierra RS Cosworth                    |
| 1989  | Didier Auriol                              | Bernard Occelli                            | Lancia Delta HF Integrale                  |
| 1990  | Didier Auriol                              | Bernard Occelli                            | Lancia Delta HF Integrale 16v              |
| 1991  | Carlos Sainz                               | Luís Moya                                  | Toyota Celica GT-4                         |
| 1992  | Didier Auriol                              | Bernard Occelli                            | Lancia Delta HF Integrale 16v              |
| 1993  | François Delecour                          | Daniel Grataloup                           | Ford Escort RS Cosworth                    |
| 1994  | Didier Auriol                              | Bernard Occelli                            | Toyota Celica 4WD                          |
| 1995  | Didier Auriol                              | Denis Giraudet                             | Toyota Celica GT-4                         |
| 1996  | Philippe Bugalski                          | Jean-Paul Chiaroni                         | Renault Maxi Mégane                        |
| 1997  | Colin McRae                                | Nicky Grist                                | Subaru Impreza WRC                         |
| 1998  | Colin McRae                                | Nicky Grist                                | Subaru Impreza WRC                         |
| 1999  | Philippe Bugalski                          | Jean-Paul Chiaroni                         | Citroën Xsara Kit-Car                      |
| 2000  | Gilles Panizzi                             | Hervé Panizzi                              | Peugeot 206 WRC                            |
| 2001  | Jesús Puras                                | Marc Martí                                 | Citroën Xsara WRC                          |
| 2002  | Gilles Panizzi                             | Hervé Panizzi                              | Peugeot 206 WRC                            |
| 2003  | Petter Solberg                             | Phillip Mills                              | Subaru Impreza WRC 03                      |
| 2004  | Markko Märtin                              | Michael Park                               | Ford Focus RS WRC                          |
| 2005  | Sébastien Loeb                             | Daniel Elena                               | Citroën Xsara WRC                          |
| 2006  | Sébastien Loeb                             | Daniel Elena                               | Citroën Xsara WRC                          |
| 2007  | Sébastien Loeb                             | Daniel Elena                               | Citroën C4 WRC                             |
| 2008  | Sébastien Loeb                             | Daniel Elena                               | Citroën C4 WRC                             |
| 2009  | Pascal Trojani                             | Francis Mazotti                            | Peugeot 307 WRC                            |
| 2010  | Épreuve annulée                            | Épreuve annulée                            | Épreuve annulée                            |
| 2011  | Thierry Neuville                           | Nicolas Gilsoul                            | Peugeot 207 S2000                          |
| 2012  | Dani Sordo                                 | Carlos Del Barrio                          | Mini Countryman S2000                      |
| 2013  | Bryan Bouffier                             | Xavier Panseri                             | Peugeot 207 S2000                          |
| 2014  | Stéphane Sarrazin                          | Jacques-Julien Renucci                     | Ford Fiesta RRC                            |
| 2015  | Jari-Matti Latvala                         | Miikka Anttila                             | Volkswagen Polo R WRC                      |
| 2016  | Sébastien Ogier                            | Julien Ingrassia                           | Volkswagen Polo R WRC                      |
| 2017  | Thierry Neuville                           | Nicolas Gilsoul                            | Hyundai i20 WRC                            |
| 2018  | Sébastien Ogier                            | Julien Ingrassia                           | Ford Fiesta WRC                            |
| 2019  | Thierry Neuville                           | Nicolas Gilsoul                            | Hyundai i20 WRC                            |

## Nombre de victoires par pilote
| 6 victoires      | 4 victoires    | 3 victoires         | 2 victoires       | 1 victoire          | 1 victoire         |
| ---------------- | -------------- | ------------------- | ----------------- | ------------------- | ------------------ |
| Bernard Darniche | Sébastien Loeb | Pierre Orsini       | René Trautmann    | Gilberte Thirion    | Bernard Béguin     |
| Didier Auriol    |                | Jean-Claude Andruet | Sandro Munari     | Michel Nicol        | Carlos Sainz       |
|                  |                | Thierry Neuville    | Jean Ragnotti     | Jacques Féret       | François Delecour  |
|                  |                |                     | Markku Alén       | Paul Ernst Strähle  | Jesús Puras        |
|                  |                |                     | Colin McRae       | Jean Vinatier       | Petter Solberg     |
|                  |                |                     | Philippe Bugalski | Jean-François Piot  | Markko Märtin      |
|                  |                |                     | Gilles Panizzi    | Gérard Larrousse    | Pascal Trojani     |
|                  |                |                     | Sébastien Ogier   | Jean-Pierre Nicolas | Jari-Matti Latvala |
|                  |                |                     |                   | Jean-Luc Thérier    | Dani Sordo         |
|                  |                |                     |                   | Bruno Saby          | Bryan Bouffier     |
|                  |                |                     |                   | Stéphane Sarrazin   |                    |

- En 1957, c'est le pilote français Roger de Lageneste qui, bien qu'inscrit comme copilote de Michel Nicol sur l'Alfa Romeo personnelle de celui-ci, a piloté d'un bout à l'autre de l'épreuve[7]. En tant que pilote, il compte donc (officieusement) une victoire au Tour de Corse.

## Tour de Corse Historique
| Palmarès |
| --- |
| - 2001 : François Mourgeon, sur Renault 5 Alpine (1re édition) - 2002 : ? - 2003 : ? - 2004 : Christophe Durand, sur Rover MG B - 2005 : Épreuve non organisée - 2006 : Eric Martin, sur Porsche 911 GTS - 2007 : Jean-Claude Andruet, sur Porsche 911 - 2008 : Érik Comas, sur Alpine A110 - 2009 : Hervé Guignard, sur Porsche 911 - 2010 : François Padrona, sur Ford Escort Gr4 - 2011 : Philippe Gache, sur Porsche 911 - 2012 : Philippe Gache, sur Porsche 911 - 2013 : François Padrona, sur Ford Escort Mk2 - 2014 : Christophe Vaison, sur Lancia 037 Groupe B - 2015 : Christophe Vaison, sur Lancia 037 Groupe B - 2016 : Romain Dumas, sur Porsche 911 Carrera RS - 2017 : Jean-François Mourgues, sur Porsche 911 Carrera - 2018 : Serge Cazaux, sur Ford Sierra Cosworth 4x4 - 2019: François Foulons sur Ford Escort RS 1800 MKII - 2020: Alain Oreille sur Porsche 911 Carrera RS 3.0 - 2021: Christophe Casanova sur BMW M3 E30 - 2022: Thomas Argenti sur BMW M3 E30 - 2023 : Romain Dumas, sur Porsche 911 |